# 法政大学の人物一覧
法政大学の人物一覧（ほうせいだいがくのじんぶついちらん）は、法政大学（東京法学校・東京仏学校・和仏法律学校）に関係する人物の一覧記事。

## 創立者

### 東京法学社
金丸鉄・伊藤修・薩埵正邦・堀田正忠・元田直ら7名の法律家・司法省関係者により創立された。

### 東京仏学校
辻新次（初代文部次官）・古市公威（帝国大学工科大学初代学長）・長田銈太郎（外交官、明治天皇の通訳）・山崎直胤（内務省初代県治局長）・平山成信（後の宮中顧問官、枢密顧問官）・寺内正毅（後の第18代内閣総理大臣、元帥陸軍大将）・栗塚省吾（後の大審院部長判事）ら仏学会関係者により創立された。
仏学会
初代会長は辻新次。名誉会員には伏見宮貞愛親王、徳川昭武（第15代将軍徳川慶喜の弟、水戸藩第11代藩主）、徳川篤敬（水戸徳川家第12代当主）、鍋島直大（佐賀藩第11代藩主）、蜂須賀茂韶（徳島藩第14代藩主）、太田資美（掛川藩第7代藩主）、大木喬任（元老院議長、枢密院議長）、山田顕義（司法大臣）、ボアソナード（日本政府顧問）等

## 学祖
- ギュスターヴ・エミール・ボアソナード （東京法学校・和仏法律学校初代教頭、1883年 - 1895年） - 旧民法・旧刑法・治罪法（刑事訴訟法）起草者、日本近代法の父
- 梅謙次郎 （和仏法律学校学監・校長、法政大学初代総理、1890年 - 1910年） - 民法・商法起草者、日本民法典の父

## 歴代校長・総長

### 前身校
東京法学校
- 薩埵正邦 （主幹、1881年5月） - 後に第三高等学校（現・京都大学）法学部初代教授
- 河津祐之 （校長、1888年6月） - 学制起草者、大阪控訴院検事長、名古屋控訴裁判所検事長、司法省刑事局長、逓信次官

東京仏学校
- 古市公威 （校長心得、1886年11月） - 帝国大学工科大学初代学長、土木学会初代会長、日本工学会理事長（会長）、理化学研究所第2代所長
- 大島誠治 （校長、1887年11月） - 文部省参事官、文部大臣秘書官、第四高等学校（現・金沢大学）初代校長、会計検査院検査官

和仏法律学校
- 箕作麟祥 （校長、1889年5月） - 学制起草責任者、旧諸法典編纂者、元老院議官、司法次官、貴族院勅選議員、行政裁判所長官
- 横田国臣 （校長、1898年1月） - 刑法起草責任者、司法次官、検事総長、大審院院長（最高裁判所長官）
- 梅謙次郎 （校長、1899年1月） - 民法・商法起草者、東京帝国大学法科大学長、内閣法制局長官、文部省総務長官
- 富井政章 （校長、1900年10月） - 民法起草者、帝国大学法科大学長、貴族院勅選議員、枢密顧問官、常設仲裁裁判所裁判官
- 梅謙次郎 （校長、1902年10月） - 再任

### 法政大学
専門学校令
- 梅謙次郎 （総理、1903年8月） - 民法・商法起草者、東京帝国大学法科大学長、内閣法制局長官、文部省総務長官
  - 梅総理の死後、古賀廉造が専任理事となる（総理は空席）
- 松室致 （学長、1913年6月） - 検事総長、司法大臣、貴族院勅選議員、枢密顧問官

大学令（旧制大学）
- 松室致 （学長、1920年4月） - 途中、司法大臣との兼任
  - 松室学長の死後、秋山雅之介が学長事務取扱
- 秋山雅之介 （学長、1933年11月） - 青島守備軍民政長官
- 水町袈裟六 （総長、1934年5月） - 大蔵次官、日本銀行副総裁、会計検査院長、枢密顧問官、横浜正金銀行頭取
- 小山松吉 （総長、1934年7月） - 検事総長、司法大臣、貴族院勅選議員
- 竹内賀久治 （総長、1943年3月） - 第二東京弁護士会創立者・会長
- 野上豊一郎 （総長、1946年2月） - 英文学者、能楽研究者

学校教育法（新制大学）
- 野上豊一郎 （文学部)  1947年3月 - 1950年2月
- 大内兵衛 （経済学部） 1950年6月 - 1959年4月
- 有沢広巳 （経済学部） 1959年4月 - 1962年9月
  - 有沢総長辞任後、谷川徹三が総長代行 1962年9月 - 1963年2月
- 谷川徹三 （文学部） 1963年2月 - 1965年8月
  - 小田切秀雄 （総長代行、文学部） 1965年8月 - 1966年5月
- 渡邉佐平 （経済学部） 1967年3月 - 1968年4月
  - 渡邉総長辞任後、菰淵鎮雄が総長事務取扱
- 中村哲 （法学部） 1968年5月 - 1983年6月
  - 中村総長辞任後、青木宗也が総長代行
- 青木宗也 （法学部） 1984年3月 - 1988年12月
- 阿利莫二 （法学部） 1988年12月 - 1995年3月
- 下森定 （法学部） 1995年5月 - 1996年6月
- 清成忠男 （経営学部） 1996年6月 - 2005年3月
- 平林千牧 （経済学部） 2005年4月 - 2008年3月
- 増田壽男 （経済学部） 2008年4月 - 2014年3月
- 田中優子 （社会学部） 2014年4月 - 2021年3月
- 廣瀬克哉 （法学部） 2021年4月 - 2025年3月
- コー・ダイアナ（グローバル教養学部）　2025年4月 -

## 著名な教職員

### 前身校時代
校長就任者以外の著名な教職員
- ギュスターヴ・エミール・ボアソナード（初代教頭） - 旧民法・旧刑法・治罪法（刑事訴訟法）起草者、日本政府顧問
- ジョルジュ・アペール - 司法省法律顧問、司法省法学校御雇教師
- ミシェル・ルヴォン（第2代教頭） - 司法省名誉法律顧問、東京帝国大学法科大学教授、ソルボンヌ大学教授
- 高木豊三 - 大審院判事、司法次官、貴族院勅選議員
- 松室致 - 検事総長、司法大臣、貴族院勅選議員、枢密顧問官
- 富谷鉎太郎 - 東京控訴院長、大審院院長、貴族院勅選議員
- 河村譲三郎 - 司法次官、大審院部長、貴族院勅選議員
- 木下広次 - 帝国大学法科大学教授、第一高等中学校校長、文部省専門学務局長、京都帝国大学初代総長
- 古賀廉造 - 刑法起草者、大審院検事・判事、貴族院勅選議員
- 田部芳 - 商法起草者、大審院検事、大審院部長
- 寺尾亨 - 東京帝国大学法科大学教授
- 本野一郎 - 駐ベルギー・フランス・ロシア特命全権公使、駐ロシア特命全権大使、外務大臣
- 若槻礼次郎 - 第25・28代内閣総理大臣、大蔵大臣、内務大臣、ロンドン海軍軍縮会議首席全権、貴族院勅選議員、本学顧問
- 荒木貞夫 - 第37・38代陸軍大臣、第53代文部大臣、陸軍大将、皇道派重鎮、本学顧問
- 荒井賢太郎 - 貴族院勅選議員、農商務大臣、枢密顧問官、枢密院副議長
- 織田萬 - 京都帝国大学法科大学教授、常設国際司法裁判所第1期判事
- 仁井田益太郎 - 京都帝国大学法科大学教授、東京帝国大学法科大学教授、貴族院勅選議員
- 山田東次 - 衆議院議員、本学理事
- 井上達三 - 陸軍中将、(旧制)法政大学第二中学校校長、実弟は帝国海軍最後の大将井上成美
- 山下啓次郎 - 建築家、法政大学工業学校校長、ジャズピアニスト山下洋輔は実孫
- 美濃部達吉 - 東京帝国大学名誉教授、貴族院勅選議員、通信教育部初代部長
- 大川周明 - 思想家、教授、大陸部部長
- 木下友三郎 - 行政裁判所部長、明治大学学長・総長
- 高野岩三郎 - 統計学者、大原社会問題研究所初代所長

### 法政大学・大学院教授・教授

#### 法学
- 赤坂正浩 - （憲法、大学院法務研究科教授）
- 江橋崇 - （憲法、名誉教授）
- 永井憲一 - （憲法、教育法、名誉教授）
- 野中俊彦 - （憲法、名誉教授）
- 高橋和之 - （憲法、元教授）
- 日野田浩行 - （憲法、大学院法務研究科教授）
- 内山尚三 - （民法、労働法、元教授）
- 大澤彩 - （民法、教授）
- 下森定 - （民法、元総長・名誉教授）
- 霜島甲一 - （民事訴訟法、破産法、名誉教授）
- 新堂明子 - （民法、教授）
- 遠山純弘 - （民法、大学院法務研究科教授）
- 和田幹彦 - （民法・家族法、教授）
- 萩澤達彦 - （民事訴訟法、大学院法務研究科教授）
- 柴田和史 - （会社法、大学院法務研究科教授）
- 吉川経夫 - （刑法、名誉教授）
- 木村龜二 - （刑法、元教授）
- 佐野文彦 - （刑法、教授）
- 伊達秋雄 - （刑法、名誉教授、伊達判決の判事）
- 木谷明 - （刑事法、元教授、元東京高裁判事、元最高裁判所調査官）
- 門野博 - （刑事訴訟法、元教授、元東京高裁部総括判事）
- 田中開 - （刑事訴訟法、教授）
- 宮崎礼壹 - （刑事訴訟法、元教授、元内閣法制局長官）
- 交告尚史 - （行政法、大学院法務研究科教授）
- 鈴木義男 - （行政法、元教授）
- 高橋滋 - （行政法、教授）
- 杉山茂雄 - （国際法、名誉教授）
- 森田章夫 -（国際法、教授）
- 安井郁 - （国際法、名誉教授）
- 多谷千香子 - （国際刑事法、元教授、元旧ユーゴスラビア国際刑事裁判所判事）
- 菅富美枝 - （消費者法、経済学部教授）
- 舟橋尚道 - （労働法、名誉教授）
- 白田秀彰 - （知的財産権法、社会学部准教授）

#### 政治学
- 趙宏偉 - （政治学、キャリアデザイン学部教授）
- 成沢光 - （政治学、名誉教授）
- 湯浅誠 - （政治学、現代福祉学部教授、反貧困ネットワーク事務局長、元内閣府参与、『年越し派遣村』の村長）
- 太田勝洪 - （国際政治学、中国史、元教授）
- 袖井林二郎 - （国際政治学、名誉教授、国際政治学者で占領期研究の第一人者）
- 弓削昭子 - （国際政治学、大学院政治学研究科教授、元国連開発計画駐日代表兼総裁特別顧問）
- 長谷川祐弘 - (国際関係論、法学部教授、元国連事務総長特別代表・東ティモール特別代表)
- 石川真澄 - （現代政治論、元講師、元朝日新聞編集委員、元新潟国際情報大学教授）
- 白鳥浩 - （現代政治論、社会学部教授）
- 内田健三 - （日本政治論、元教授、元共同通信社政治部長、論説委員長、臨時教育審議会委員、選挙制度審議会委員）
- 菱田雅晴 - （現代中国社会論、法学部教授）
- 萩谷順 - （ドイツ現代政治論、マス・コミュニケーション論、法学部教授）
- 下斗米伸夫 - （ロシア政治論、名誉教授、アジア・太平洋特別賞受賞）
- 飯田泰三- （政治思想史、名誉教授、島根県立大学副学長）
- 杉田敦 - （政治思想史、デモクラシー論、法学部教授）
- 藤田省三 - （政治思想史、名誉教授、戦後を代表するリベラル派知識人）
- 松下圭一 - （政治思想史、地方自治研究、名誉教授。1970年代の革新自治体に大きな影響を与えた）
- 渡辺浩 - （政治思想史、法学部教授、丸山眞男門下）
- 関口すみ子 - （アジア政治思想史・ジェンダー論、法学部教授、2005年『御一新とジェンダー』でサントリー学芸賞受賞）
- 明田川融 - （日本政治史、日米地位協定研究、法学部教授）
- 河野康子 - （日本政治史、日本政治外交史、法学部教授）
- 長井純市 - （日本政治史、文学部教授）
- 中野勝郎 - （アメリカ政治史、法学部教授）
- 高橋洋（行政学、環境政策学、社会学部教授）
- 廣瀬克哉 - （行政学（防衛政策）、情報政策、法学部教授）
- 山口二郎 - （行政学、現代日本政治論、法学部教授）
- 五十嵐敬喜 - （都市政策、立法学、元教授、弁護士）
- 杉崎和久 - （都市政策、法学部教授）
- 田村明 - （都市政策、名誉教授、元横浜市役所企画調整局長、飛鳥田一雄市長時代の横浜市政で横浜市の都市設計のグランドデザインを行う「まちづくり」という言葉を世に広めた）

#### 文学
- 広末保 - （近世文学、元文学部教授、演劇評論家）
- 横山泰子 - （近世文学、理工学部教授、日本古典文学会賞受賞）
- 荒正人 - （近代文学、文学部教授、評論）
- 内田百閒 - （近代文学、元教授、航空部長、小説家、随筆家、青年日本号訪欧飛行を計画・実現）
- 片岡良一 - （近代文学、元教授）
- 柄谷行人 - （近代文学、哲学、元第一教養部教授、文芸評論家）
- 鴨澤巌 - （地理学、名誉教授）
- 清岡卓行 - （近代文学、文学部教授、詩人、小説家、芥川賞受賞）
- 熊田泰章 - （近代文学、国際文化学部教授）
- 島田雅彦 - （近代文学、国際文化学部教授、野間文芸新人賞・泉鏡花文学賞・伊藤整文学賞受賞）
- 田中和生 - （近代文学、教授、文芸評論家）
- 司修 - （近代文学、名誉教授、小説家、川端康成文学賞受賞）
- 中沢けい - （近代文学、文学部教授、群像新人文学賞・野間文芸新人賞受賞）
- 結城英雄 - （近代文学、文学部教授、サントリー学芸賞受賞）
- 小林ふみ子 - （日本文学、キャリアデザイン学部教授）
- 中丸宣明 - （日本文学、文学部教授）
- リービ英雄 - （日本文学、国際文化学部教授、大佛次郎賞・野間文芸新人賞受賞）
- 近藤忠義 - （日本文学、名誉教授）
- 重友毅 - （日本文学、名誉教授）
- 西尾実 - （日本文学、元教授、国語教育学者、国語学者）
- 益田勝実 - （日本文学、元文学部教授、毎日出版文化賞受賞）
- 松田修 - （日本文学、文学部教授）
- 間宮厚司 - （日本文学、文学部教授）
- 阿藤伯海 - （漢文学、元教授、漢詩人）
- 太田青丘 - （漢文学、名誉教授、歌人）
- 市川宏 - （中国文学、名誉教授）
- 長沢規矩也 - （中国文学、元文学部教授）
- 日原傳 - （中国文学、人間環境学部教授、俳人）
- 犬飼和雄 - （イギリス文学、名誉教授）
- 岩倉具栄 - （イギリス文学、元文学部教授、貴族院議員、公爵、父方の曾祖父は岩倉具視）
- 岩田欣三 - （イギリス文学、元教授）
- 桂田利吉 - （イギリス文学、名誉教授）
- 川成洋 - （イギリス文学、名誉教授）
- 木島始 - （イギリス文学、元教授、翻訳家）
- 楠本君恵 - （イギリス文学、名誉教授）
- 島弘之 - （イギリス文学、群像新人文学賞）
- 田嶋陽子 - （イギリス文学、元第一教養学部教授、タレント、元参議院議員）
- 野上豊一郎 - （イギリス文学、元教授・総長、能楽研究者）
- 本多顕彰 - （イギリス文学、元文学部教授）
- 武藤騤雄 - （イギリス文学、教授、劇作家）
- 麻生宗由 - （フランス文学、元文学部教授）
- 宗左近 - （フランス文学、名誉教授）
- 豊島与志雄 - （フランス文学、名誉教授、小説家）
- 渡辺広士 - （フランス文学、元教授）
- 高見英一 - （スペイン文学、名誉教授）
- 粟飯原文子 （アフリカ文学、国際文化学部教授、翻訳家）
- 王敏 - （比較文学、国際日本学研究所教授)
- 前川裕 - （比較文学、国際文化学部教授、第15回日本ミステリー文学大賞新人賞）
- 宮永孝 - （比較文学、社会学部教授）
- 黒川欣映 - （アメリカ演劇、名誉教授、劇作家）
- グレゴリー・ケズナジャット - （日本文学、グローバル教養学部准教授）

#### 文化学・歴史学
- 外間守善 - （沖縄文化、名誉教授、角川源義賞受賞）
- ヨーゼフ・クライナー - （日本・沖縄文化、特任教授、ボン大学名誉教授、山片蟠桃賞受賞）
- 山本真鳥 - （文化人類学、経済学部教授）
- 馬場憲一 - （文化政策、地域史、現代福祉学部教授）
- 尾谷昌則 - （言語学、文学部准教授）
- 田澤耕 - （言語学、名誉教授）
- 宮本圭造 - （能楽研究、野上記念法政大学能楽研究所教授）
- 山中玲子 - （能楽研究、野上記念法政大学能楽研究所所長）
- 鈴木晶 - （舞踊史、名誉教授）
- 石母田正 - （歴史学、法学部教授）
- 小口雅史 - （歴史学、元文学部教授）
- 服部之総 - （歴史学、元社会学部教授）
- 藤井甚太郎 - （日本史、名誉教授）
- 河内祥輔 - （日本中世史、文学部教授）
- 岩永博 - （東洋史、名誉教授）
- 後藤篤子 - （古代ローマ史、文学部教授）
- 南塚信吾 - （ハンガリー史、国際文化学部教授）
- 中林賢二郎 - （労働運動史、元社会学部教授）

#### 哲学
- 佐藤信衛 - （哲学、元文学部教授）
- 松村一人 - （哲学、名誉教授）
- 村上恭一 - （哲学、名誉教授）
- 安倍能成 - （近世哲学、元教授、文部大臣、学習院院長、貴族院勅選議員）
- 加来彰俊 - （ギリシア哲学、名誉教授）
- 菅沢龍文 - （ドイツ哲学（カントなど）、文学部教授）
- 浜田義文 - （ドイツ哲学（カントなど）、名誉教授）
- 戸坂潤 - （ドイツ哲学（カント、マルクスなど）、元教授）
- 牧野英二 - （ドイツ哲学（カントなど）、名誉教授）
- 桝田啓三郎 - （ドイツ哲学（フィヒテなど）、アメリカ哲学、元教授）
- 三木清 - （フランス哲学（パスカルなど）、ドイツ哲学（ハイデッガーなど）、元教授）
- 酒井健 - （フランス現代思想、芸術論、文学部教授）
- 高尾利数 - （キリスト教義学、宗教哲学、名誉教授）
- 和辻哲郎 - （和辻倫理学、元教授、文化勲章）
- 安東祐希 - （数理論理学、文学部教授）

#### 経済・経営学
- 伊牟田敏充 - （経済学、名誉教授、俳人の谷山花猿）
- 岡野内正 - （経済学、社会学部教授）
- 長部重康 - （経済学、経済学部教授）
- 小峰隆夫 - （経済学、名誉教授、元政策創造研究科教授 、日本経済研究センター研究顧問、元内閣府大臣官房）
- 白井泰四郎 - （経済学、労働問題、名誉教授）
- 平貞蔵 - （経済学、元経済学部教授）
- 高木友三郎 - （経済学、元経済学部教授、ジャーナリスト、北日本新聞会長）
- 竹田茂夫 - （経済学、経済学部教授）
- 橋本到 - （経済学、経済学部教授）
- 橋本寿朗 - （経済学、元経営学部教授）
- 原伸子 - （経済学、経済学部教授、大原社会問題研究所所長）
- 逸見重雄 - （経済学、名誉教授）
- 力石定一 - （経済学、社会工学、名誉教授）
- 屋嘉宗彦 - （経済学、名誉教授）
- 渡部亮 - （経済学、名誉教授、元野村総合研究所ヨーロッパ社長）
- 馬欣欣 - （経済学、経済学部教授）
- 小黒一正 - （マクロ経済学、経済学部准教授）
- 水野和夫 - （マクロ経済学、法学部教授）
- 伊東光晴 -    (理論経済学、元経済学部教授、吉野作造賞受賞）
- 大谷禎之介 - （理論経済学、名誉教授）
- 河村哲二 - （理論経済学、経済学部教授、経済理論学会代表幹事）
- 宇野弘蔵 - （マルクス経済学、経済学部教授）
- 岡崎次郎 - （マルクス経済学、元教授）
- 金子勝 - （マルクス経済学、元経済学部教授）
- 久留間鮫造 - （マルクス経済学、名誉教授、法政大学大原社会問題研究所所長）
- 福田豊 -    （マルクス経済学、名誉教授）
- 大島清 - （農業経済学、名誉教授）
- 宮脇典彦 - （統計学、経済学部教授、前経済学部長）
- 千葉準一 - （会計学、国際会計制度、経済学部教授、元首都大学東京教授）
- 永野則雄 - （会計学、イノベーション・マネジメント研究科アカウティング専攻教授)
- 岡本義行 - （中小企業論、教授、地域研究センター副所長）
- 黒川和美 - （公共選択論、経済学部教授、公共経済論の第一人者）
- 石山恒貴 - （経営学、政策創造研究科教授、経営学者）
- 坂爪洋美 - （経営学、キャリアデザイン学部教授）
- 西川真規子 - （経営学、大学院経営学研究科教授）
- 野田正穂 - （経営学、名誉教授）
- 八重倉孝 - （経営分析・国際財務会計、経営学部教授）
- 坂本光司 - （地域企業論、経営学部教授、元政策創造研究科教授、人を大切にする経営学会名誉会長）
- 田中洋 -    （マーケティング・ブランド・消費者行動・広告研究、元経営学部教授）
- 時永淑 - （マルクス経済学、名誉教授）

#### 社会学
- 阿部孝夫 - （社会学、元社会学部教授、神奈川県川崎市市長）
- 奥武則 - （社会学、名誉教授、日本ニュース時事能力検定協会副理事長）
- 小牧近江 - （社会学、フランス文学、元社会学部教授）
- 芝田進午 - （社会学、元社会学部教授）
- 舩橋晴俊 - （社会学、社会学部教授）
- 本田喜代治 - （社会学、元社会学部教授）
- 山本浩 - （社会学、スポーツ健康学部、元NHKアナウンサー）
- 吉村真子 - （社会学、社会学部教授）
- 宮島喬 - （フランス社会学、大学院社会学研究科教授）
- 中野収 - （メディア論、記号論、名誉教授）
- 藤代裕之- （メディア論、社会学部准教授、ジャーナリスト）
- 藤田真文 - （メディア論、社会学部教授）
- 水島宏明 - （メディア論、元社会学部教授、ジャーナリスト）
- 鈴木智之 - （理論社会学、社会学部教授）
- 松本潤一郎 - （理論社会学、元教授）
- 池田寛二 -（環境社会学、名誉教授）
- 上林千恵子 - （産業社会学、名誉教授）
- 田中研之輔 - （地域社会学、キャリアデザイン学部教授）
- 稲増龍夫 - （社会心理学、メディア文化論、社会学部教授、自主マスコミ講座顧問）
- 諸上茂光 - （社会心理学、教授）
- コー・ダイアナ - (社会学、グローバル教養学部教授)

#### 教育学・学際系
- 石谷行 - （教育学、平和運動家、名誉教授）
- 尾木直樹 - （教育学、名誉教授）
- 左巻健男 - （教育学、生命科学部教授）
- 吉村浩一 - （認知心理学、文学部教授）
- 宮城まり子 - （臨床心理学、キャリアデザイン学部教授、日本産業カウンセリング学会副会長）
- 久保紘章 - （社会福祉学、現代福祉学部教授）
- 金山喜昭 - （博物館学、キャリアデザイン学部教授）

#### 工学
- 北川徹哉 - （工学、人間環境学部教授）
- 和田幸一 - （工学、理工学部教授、名古屋工業大学名誉教授）
- 赤松茂 - （システム工学、理工学部教授）
- 玉井哲雄 - （ソフトウェア工学、名誉教授）
- 中野久松 - （電気磁気学、名誉教授、米国電気電子学会 ライフ・フェロー、文部科学大臣表彰）
- 大江新 - （建築学、元工学部教授）
- 大江宏 - （建築学、名誉教授、日本建築学会賞大賞等）
- 佐々木睦朗 - （建築学、名誉教授）
- 富永譲 - （建築学、名誉教授）
- 山崎静太郎 - （建築学、能楽研究者、元教授、法政大学校章の考案者）
- 渡辺真理 - （建築学、デザイン工学部教授）
- 川口衞 - （建築構造設計、名誉教授）
- 陣内秀信 - （建築史、名誉教授、サントリー学芸賞受賞）
- 岡村定矩 - （天文学、理工学部教授、日本天文学会理事長）
- ダン・ルオン・モー - (電子工学、元教授、ホーチミン市国家大学上級顧問・教授）

#### 情報科学
- 川勝良昭 - （情報科学、元情報技術研究センター教授、プロジェクトマネジメント研究者）
- 吉田健治 - （情報科学、元情報科学部教授）
- 佐藤裕二 - （知能情報学）
- 藤田悟 - （情報科学、情報科学部教授）

#### 生命科学
- 柘植秀臣 - （大脳生理学、元社会学部教授）

#### 地理学
- 秋岡武次郎 - （地理学、名誉教授）
- 増淵敏之 - （地理学、大学院政策創造研究科教授）
- 綿貫勇彦 - (地理学、名誉教授)

#### その他
- 山岡義典 - （都市計画論、非営利組織論、名誉教授）
- 田中充 - （環境政策論、名誉教授）

#### OB・OG⇒本学教員
- 金子匡良 - （憲法、法学部教授）
- 高須順一 - （民法、大学院法務研究科教授、弁護士、最高裁判所裁判官）
- 笹久保徹 - （商法、大学院法務研究科教授）
- 前田重行 - （商法、元法学部教授）
- 西田幸介 - （行政法、法学部教授）
- 青木宗也 - （労働法、名誉教授、元大学基準協会理事長）
- 永野秀雄 - （アメリカ法、人間環境学部教授）
- 土山希美枝 -（政治学、法学部教授、龍谷大学教授）
- 細井保 - （政治学、法学部教授）
- 水谷吉蔵 - （政治学、陸軍輜重兵少佐、日本初の戦車導入を計画するにあたり、イギリスへ派遣された軍人）
- 伊藤哲也 - （行政学、大学院公共政策研究科講師）
- 小島聡 - （行政学、人間環境学部教授）
- 武藤博己 - （行政学、大学院公共政策研究科教授）
- 宇治谷義英 - （文学、国際文化学部教授）
- 遠藤星希 - （文学、文学部准教授）
- 須藤祐二 - （文学、国際文化学部准教授）
- 小田切秀雄 - （近代文学、名誉教授）
- 笠原淳 - （近代文学、元文学部教授、小説家）
- 勝又浩 - （近代文学、名誉教授、1974年群像新人文学賞評論部門受賞）
- 川村湊 - （近代文学、名誉教授、文芸評論家）
- 駒尺喜美 - （近代文学、元第一教養部教授）
- 立石伯 - （近代文学、文学部教授、文芸評論家）
- 藤沢周 - （近代文学、経済学部教授、小説家）
- 藤村耕治 - （近代文学、文学部教授）
- 杉本圭三郎 - （日本文学、名誉教授）
- 坂本勝 - （上代文学、文学部教授）
- 西野春雄 - （日本中世文学・能楽、名誉教授）
- 田中優子 - （日本近世文学、名誉教授）
- 金原瑞人 - （児童文学、社会学部教授、翻訳家）
- 尹学準 - （韓国文学、元国際文化学部教授）
- 岡本成蹊 - （イギリス文学、名誉教授）
- 平井豊一 - （イギリス文学、名誉教授）
- 渡辺昭太 - （言語学、国際文化学部准教授）
- 板沢武雄 - （歴史学、元文学部教授、元東京帝国大学教授）
- 根崎光男 - （歴史学、人間環境学部教授)
- 二村一夫 - （歴史学、労働史、名誉教授）
- 細川亀市 - （歴史学、元法学部教授、元専修大学教授）
- 村上直 - （歴史学、名誉教授）
- 馬場憲一 - （歴史学、現代福祉学部教授）
- 安岡昭男 - （歴史学、名誉教授、瑞宝中綬章）
- 小倉淳一 - （考古学、文学部教授、学部長）
- 池島重信 - （哲学、文芸評論家、名誉教授）
- 奥田和夫 - （哲学、文学部教授）
- 菅沢龍文 - （哲学、文学部教授）
- 福田定良 - （哲学、元文学部教授）
- 牧野英二 - （哲学、文学部教授、日本カント協会会長・日本ディルタイ協会会長）
- 森村修 - （哲学、現象学、国際文化学部教授）
- 飯田隆 - （経済学、元経済学部教授）
- 絵所秀紀 - （経済学、名誉教授）
- 尾形憲 - （経済学、名誉教授、平和運動家）
- 奥山利幸 - （経済学、経済学部教授、副学長）
- 佐藤昌一郎 - （経済学、元経営学部教授）
- 多田基 - （経済学、名誉教授、元実践女子大学・短期大学学長・理事長、大月短期大学学長）
- 原薫 - （経済学、名誉教授）
- 村串仁三郎 - （経済学、名誉教授）
- 小野武夫 - （農業経済学）
- 宇田川勝 - （経営学、名誉教授）
- 川島健司 - （経営学、教授）
- 長谷川直哉 - （経営学、人間環境学部教授）
- 小林直毅 - （社会学、社会学部教授）
- 須藤春夫 - （社会学、社会学部教授)
- 高橋彦博 -（社会学、名誉教授）
- 佐藤厚 - （産業社会学、キャリアデザイン学部教授）
- 五十嵐仁 - （労働問題、大原社会問題研究所名誉教授）
- 乾孝 - （心理学、名誉教授）
- 小田友里恵 - （臨床心理学、現代福祉学部准教授）
- 小野田由美子 - （福祉学、現代福祉学部准教授）
- 橋爪絢子 - （感性科学、社会学部准教授）
- 神和住純 - （体育学、スポーツ健康学部教授、テニス部総監督）
- 金光興二 - （体育学、理工学部教授）
- 苅部俊二 - （体育学、スポーツ健康学部准教授、陸上競技部監督）
- 清雲栄純 - （体育学、スポーツ健康学部教授）
- 吉田康伸 - （体育学、経営学部教授、バレーボール部監督）
- 丸山吉五郎 - （体育学、名誉教授、元関東学生陸上競技連盟会長）
- 崎野清憲 - （工学、理工学部教授）
- 川上忠重 - （熱工学、理工学部教授）
- 辻田星歩 - （流体工学、理工学部教授）
- 平野利幸 - （流体工学、理工学部教授）
- 御法川学 - （流体工学、理工学部教授、HIEN Aero Technologies株式会社代表取締役）
- 小林一行 - （システム工学、理工学部教授）
- 渡辺嘉二郎 - （システム工学、名誉教授）
- 伊藤一之 - （ロボット工学、理工学部教授）
- 柴山純 - （通信工学、理工学部教授）
- 鳥飼弘幸 - （通信工学、理工学部教授）
- 山内潤治 - （通信工学、理工学部教授）
- 新井和吉 - （宇宙工学、理工学部教授）
- 安田彰 - （電力工学、理工学部教授）
- 佐藤典人 - （地理学、文学部教授）
- 漆原和子 - （地理学、文学部教授、ブカレスト大学名誉教授）

### 名誉博士（卒業生以外）
- エフゲニー・マクシモヴィチ・プリマコフ - (第3代ロシア連邦首相、第2代ロシア連邦外務大臣、本学名誉博士)
- マルッティ・アハティサーリ - (第10代フィンランド共和国大統領、本学名誉博士)
- ジョゼ・ラモス＝ホルタ - (第2代東ティモール民主共和国大統領、本学名誉博士)
- ベルナール・ド・モンフェラン - (第37代駐日フランス大使、本学名誉博士)
- カルロス・ゴーン - ( 日産自動車社長兼最高経営責任者（CEO）、ルノー取締役会長兼CEO (PDG)、本学名誉博士)

## 出身者

### 政治

#### 首相・国会議長
- 菅義偉 - （第99代内閣総理大臣、第26代自由民主党総裁）
- 中村梅吉 - （第57代衆議院議長、法務大臣、建設大臣、文部大臣、自民党政調会長・総務会長・国対委員長）
- 汪兆銘 - （第4代中華民国行政院長、中華民国南京政府主席）
- 周恩来 - （初代中華人民共和国国務院総理、付属学校に留学）

#### 戦前の政治家・元国会議員
あ行
- 青山憲三 - （衆議院議員、中央水産業会会長、立憲政友会総務）
- 赤尾藤吉郎 - （衆議院議員、立憲政友会）
- 赤尾彦作 - （衆議院議員、立憲政友会）
- 赤間嘉之吉 - （衆議院議員、立憲政友会）
- 石川玄三 - （衆議院議員、立憲政友会）
- 上畠益三郎 - （衆議院議員、弁護士）
- 内田重成 - （貴族院議員、裁判官）
- 江藤新作 -（衆議院議員）
- 大芝惣吉 - （衆議院議員）
- 岡井藤之丞 - （衆議院議員、中央倶楽部）
- 小久江美代吉 - （衆議院議員、立憲民政党）
- 小出五郎 - (衆議院議員、立憲政友会、弁護士)
- 奥村七郎 - （衆議院議員、憲政会、博多米穀取引所理事長）

か行
- 海原清平 - （衆議院議員）
- 春日俊文 - （衆議院議員、立憲政友会）
- 岸本康通 - （衆議院議員、立憲政友会）
- 木戸豊吉 - （衆議院議員、立憲政友会、元京都府会議長）
- 黒住成章 - （衆議院議員、立憲政友会）
- 小池政恩 - （衆議院議員、元妙法華寺貫首）
- 紅露昭 - （衆議院議員、日本進歩党）
- 後藤文一郎 - （衆議院議員、立憲政友会）

さ-た行
- 佐藤亀八郎 - （貴族院議員）
- 篠崎豊彦 - （衆議院議員、立憲民政党）
- 角源泉 - （衆議院議員、立憲民政党）
- 高木益太郎 - （衆議院議員、弁護士、民政党）
- 高見松太郎 - （衆議院議員）
- 武内作平 - （衆議院議員、法制局長官、弁護士）
- 武田徳三郎 - （衆議院議員、立憲政友会）
- 田崎信蔵 - （衆議院議員、革新党）
- 中鉢美明 - （衆議院議員、立憲政友会、東京市助役）
- 津原武 - （衆議院議員、民政党、弁護士）

な行
- 永井作次 - （衆議院議員、弁護士）
- 中安信三郎 - （衆議院議員、元大日本国粋会会長）
- 名川侃市 - （衆議院議員、第一東京弁護士会長）
- 夏井保四郎 - （衆議院議員、愛媛県会議長）
- 南波三五郎 - （衆議院議員、立憲自由党）
- 野出鋿三郎 - （衆議院議員、弁護士、立憲革新党）
- 野上嘉平 - （衆議院議員、憲政本党）
- 野木善三郎 - （衆議院議員、公証人、憲政本党）

は行
- 服部教一 - (衆議院議員、立憲民政党、戦後は参議院議員)
- 原夫次郎 - （衆議院議員、日本進歩党）
- 土方千種 - （衆議院議員、立憲国民党）
- 広瀬久政 - （衆議院議員、立憲政友会）
- 藤野正年 - （衆議院議員、大阪米穀取引所理事）
- 保科陽治 - （衆議院議員、立憲同志会）

ま-や行
- 前田兵郎 - （衆議院議員、福島県会議長）
- 水野吉太郎 - （衆議院議員、立憲政友会）
- 三谷軌秀 - （衆議院議員、立憲政友会、実業家）
- 守屋此助 - （衆議院議員、憲政会、神奈川県守屋町の町名の由来）
- 矢島浦太郎 - （衆議院議員、立憲同志会）
- 山内豊政 - （貴族院議員、男爵）
- 山田東次 - （衆議院議員、自由党、法典調査会委員）
- 横山富次郎 - （衆議院議員、立憲政友会）

#### 戦後の政治家・元国会議員
あ行
- 秋本真利 - （衆議院議員、元国土交通大臣政務官）
- 青山周平 - （衆議院議員、元文部科学大臣政務官）
- 阿部昭吾 - （衆議院議員、社会民主連合書記長）
- 穴見陽一 - （衆議院議員、元ジョイフル代表取締役社長、中退）
- 石川知裕 - （衆議院議員、新党大地、大学院修了）
- 石田一松 - （衆議院議員、タレント、演歌歌手）
- 一龍齋貞鳳 - （参議院議員、講談師、自由民主党）
- 伊藤公介 - （衆議院議員、国土庁長官）
- 今村修 - （衆議院議員、社会民主党）
- 岩村卯一郎 - （衆議院議員、元新潟県議会議長）
- 江崎孝 - （参議院議員、立憲民主党）
- 江本孟紀 - （参議院議員、参院初代内閣委員長、プロ野球選手、中退）
- 大澤嘉平治 - （衆議院議員、民主自由党）
- 太田豊秋 - （参議院議員、自由民主党）
- 大森昭 - （参議院議員、日本社会党）
- 岡部周治 - （衆議院議員、日本社会党、強戸村長）
- 岡部英男 - （衆議院議員、元茨城県議会議長）

か行
- 角田幸吉 - （衆議院議員、衆議院人事委員長、裁判官弾劾裁判所裁判長、東洋大学教授）
- 加藤清政 - （衆議院議員、日本社会党）
- 川口博 - （衆議院議員、元秋田県小坂町長）
- 神田博 - （衆議院議員、参議院議員、厚生大臣）
- 木内均 - （衆議院議員、自由民主党）
- 串田誠一 - （参議院議員、衆議院議員、日本維新の会）
- 木暮山人 - （参議院議員、自由民主党）
- 岸本光造 - （衆議院議員、自由民主党）
- 北村又左衛門 - （衆議院議員）
- 木下栄 - （衆議院議員、国民民主党総務委員会長、神姫合同自動車（現神姫バス）社長）
- 木村哲也 - (衆議院議員、元千葉県議)
- 倉石忠雄 - （衆議院議員、法務大臣、農林大臣、労働大臣）

さ-な行
- 斎武雄 - （参議院議員、日本社会党）
- 佐瀬昌三 - （衆議院議員、自民党）
- 実川幸夫 - （衆議院議員、法務副大臣）
- 島清 - （参議院議員、日本社会党中央執行委員、元うるま新報（現・琉球新報）社長）
- 島田末信 - （衆議院議員、日本民主党）
- 城義臣 - （参議院議員、自由党、行政管理政務次官）
- 神風英男 - （衆議院議員）
- 鈴木安孝 - （参議院議員、日本自由党、裁判官弾劾裁判所裁判長）
- 園田清充 - （参議院議員、国土庁長官、中退）
- 図司安正 - （衆議院議員）
- 田淵光一 - （衆議院議員、自由党）
- 土田龍司 - （衆議院議員）
- 中村梅吉 - （衆議院議長、法務大臣、建設大臣、文部大臣）
- 温水三郎 - （参議院議員、自由民主党）
- 野溝勝 - （国務大臣、左派社会党書記長、中退）
- 野坂浩賢 - （衆議院議員、内閣官房長官、建設大臣、社会民主党副党首）

は-や行
- 橋本勉 - （衆議院議員、民主党、大学院修了）
- 長谷川大紋 - （参議院議員、茨城県議会議長）
- 長谷川道郎 - （参議院議員、自由民主党）
- 羽田野忠文 - （衆議院議員、弁護士、自由民主党）
- 平野貞夫 - （参議院議員）
- 福田良彦 - （衆議院議員、自民党）
- 藤田進 (政治家) - （参議院議員、元学校法人大阪工業大学（現：常翔学園）理事長）
- 藤田大助 - （衆議院議員）
- 松田九郎 - （衆議院議員、自由民主党）
- 目黒吉之助 - （衆議院議員、社会党）
- 森下博之 - （参議院議員、自由民主党）
- 谷津義男 - （衆議院議員、農林水産大臣）
- 山本拓 - （衆議院議員、元農林水産副大臣）

#### 現職国会議員

##### 自由民主党
- 菅義偉 - （衆議院議員、自由民主党副総裁、元内閣総理大臣、元自由民主党総裁、元内閣官房長官、元総務大臣）
- 田中和徳 - （衆議院議員、元復興大臣）
- 川崎秀人 - (衆議院議員)
- 松下新平 - （参議院議員、元総務副大臣兼内閣府副大臣）
- 朝日健太郎 - (参議院議員、環境大臣政務官、元国土交通大臣政務官)
- 越智俊之 - （参議院議員）

##### 立憲民主党
- 金子恵美 - （衆議院議員、元参議院議員、福島県伊達市議会議員）
- 山田勝彦 - （衆議院議員）
- 長友克洋 - （衆議院議員）
- 徳永エリ - （参議院議員、通信教育課程中退）

##### 国民民主党
- 江原久美子 - （参議院議員、大学院修了）

##### 日本維新の会
- 串田誠一 - （参議院議員、元衆議院議員、弁護士）

##### 無所属
- 上田清司 - （参議院議員、元衆議院議員、元埼玉県知事、元全国知事会会長）

#### 外国政治家等
- 汪兆銘 - （中華民国行政院長、南京国民政府主席）
- 周恩来 - （付属学校に留学、中華人民共和国国務院総理）
- 董必武 - （中華人民共和国最高人民法院長、中華人民共和国国家主席）
- 沈鈞儒 - （中華人民共和国最高人民法院長、七君子）
- 郭宗熙 - （中華民国・満州国の政治家、満州国尚書府大臣）
- 李槃 - （清末民初の政治家・法律家、満州国最高法院検察庁長）
- 張知本 - （中華民国の革命家・政治家・法学者・教育者、総統府国策顧問・資政、中国憲法学会・中国刑法学会理事長）
- 胡漢民 - （中国の革命家、国民党主席、南京国民政府常務委員、立法院長）
- 宋教仁 - （中国の革命家、国民党党首）
- 陳天華 - （中国の革命家、中国同盟会の発起人の一人）
- 陳中孚 - （中華民国の政治家）
- 章士釗 - （中華民国の政治家）
- 竺麐祥 - （清末民初の政治家・学者、翰林院検討、蒋介石の恩師）
- 恩華 - （中華民国の政治家）
- 許同莘 - （中華民国の政治家）
- 陳叔通 - （中国の政治家、実業家）
- 饒漢祥 - （中華民国の政治家）
- 朱執信 - （中華民国の政治家、革命家、孫文の側近）
- 陶錫三 - （世界紅卍字会南京分会会長、南京市自治会長、律師）
- 湯化竜 - （清末民初の政治家）
- 古応芬 - （清末民初の政治家、革命家）
- 曹汝霖 - （清末民初の政治家、革命家）
- 王揖唐 - （清末民初の政治家、軍人）
- 居正 - （清末民初の政治家、革命家、中華民国司法院院長）
- 王用賓 - （清末、中華民国の政治家、軍人）
- 丁仏言 - （中華民国の政治家）
- 鄭謙 - （中華民国の政治家）
- 王九齢 - （中華民国の政治家）
- 李文範 - （中華民国の政治家）
- 張一鵬 - （中華民国の政治家・法学者）
- 楊度 - （中華民国の政治家、袁世凱の側近）
- 崔廷献 - （中華民国の政治家、教育者）
- 郁華 - （清末・中華民国の法律家・政治家、江蘇高等法院第二分院刑事庭庭長、東呉大学教授、郁達夫の兄）
- 鄭鉞 - （中華民国の法律家・政治家、江蘇高等法院第二分院首席検察官、鄭蘋如の父）
- 劉蕃 - （清末・中華民国の政治家・法律家）
- 孫潤宇 - （清末・中華民国の政治家・官僚）
- 江紹杰 - （中華民国の政治家・司法官）
- 鍾毓 - （中華民国・満州国の政治家・司法官）
- 趙之成 - （中華民国の政治家・官僚）
- 徐蘇中 - （南京国民政府監察院副院長、ジャーナリスト）
- 呂世芳 - （中華民国臨時政府最高法院推事）
- 金東準 -　（元韓国国会議員）
- 河丙鈺 - （元在日本大韓民国民団団長）
- 厳敏永 - （元韓国内務部長官、元駐日大韓民国大使）
- 姜昌瑢 - （元韓国国会議員、韓国証券取引所元理事）
- 朴永出 - （元韓国国会議員、牧師）
- 厳敬燮 - （元韓国国会議員、大韓私立中等学校長会連合元会長）
- 尹泳善 - （元韓国国会議員、元光州市長）
- 李政烋 - （元韓国国会議員）

#### 地方自治体の主な首長(戦前)
- 大芝惣吉 - （群馬県・佐賀県・宮崎県知事、衆議院議員、立憲政友会）
- 成毛基雄 - （奈良県知事、内閣拓殖局長）
- 谷口留五郎 - (徳島県・岡山県・鹿児島県・福岡県知事)
- 和田潤 - （沖縄県知事、福島県郡山市長、三重県松阪市長）
- 永山止米郎 - (新竹州知事、台南州知事、台湾総督府官僚)
- 上林敬次郎 - （李王職次官、咸鏡北道知事、忠清南道長官、大蔵省官僚、朝鮮総督府官僚）
- 亥角仲蔵 - (全羅南道・全羅北道知事、内務官僚、朝鮮総督府官僚)
- 石鎮衡 - （全羅南道・忠清南道知事）
- 鈴木安孝 - （秋田県秋田市長）
- 浅山正名 - （牛込区長、名古屋市助役、長崎市助役）
- 飯田盛敏 - （三重県四日市市長、内務官僚）
- 角源泉 - （和歌山県新宮市長）
- 小沼敬三郎 - （岡山県津山市長）
- 石倉俊寛 - (島根県松江市長)
- 米岡規雄 - （関東州旅順市長）
- 芦塚亀三郎 - （長崎県諫早村長、本野村長、真津山村長）

#### 地方自治体の主な首長(戦後)
- 佐藤亀太郎 -（元北海道帯広市長）
- 鈴木直道 -（北海道知事、元夕張市長）
- 矢野康 -（元北海道函館市長）
- 金沢隆 -（元青森県弘前市長）
- 山本知也 -（青森県むつ市長）
- 川口博 -（元秋田県小坂町長、元民主党衆議院議員）
- 甘竹勝郎 -（元岩手県大船渡市長）
- 小沢和夫 - （元岩手県釜石市長）
- 柳村典秀 -（元岩手県滝沢市長、元岩手県議会議員）
- 山田司郎 -（宮城県名取市長）
- 菊池汪夫 -（元山形県村山市長）
- 菅根光雄 -（山形県尾花沢市長、元尾花沢市議会長）
- 結城吉之助 -（元山形県村山市長、元山形県議会議員、元引揚者団体全国連合会副理事長）
- 根本尚美 - （元福島県二本松市長）
- 稲葉本治 -（茨城県下妻市長）
- 島田幸三 - （茨城県小美玉市長）
- 新井利明 -（群馬県藤岡市長）
- 石原条 -（群馬県みどり市長）
- 榎本義法 -（群馬県富岡市長）
- 安楽岡一雄 -（群馬県館林市長）
- 上田清司 -（元埼玉県知事、全国知事会会長、元民主党衆議院議員、国民民主党参議院議員）
- 三宮幸雄 -（埼玉県北本市長）
- 神保国男 -（埼玉県戸田市長）
- 高橋庄次郎 -（元埼玉県蕨市長、元埼玉県議会議長）
- 中野和信 -（元埼玉県蓮田市長）
- 福田晃 -（埼玉県越谷市長）
- 福嶋健助 -（元埼玉県深谷市長）
- 太田洋 -（千葉県いすみ市長）
- 川井敏久 - （元千葉県松戸市長）
- 高橋國雄 -（元千葉県市川市長）
- 辻田実 - （元千葉県館山市長）
- 藤平輝夫 - （元千葉県勝浦市長）
- 内山榮一 -（元東京都台東区長）
- 加藤清政 -（元東京都千代田区長）
- 川原幸男 -（元東京都港区長）
- 高橋久二 -（元東京都品川区長）
- 上原公子 -（元東京都国立市長）
- 川島理史 -（東京都大島町長）
- 鈴木邦彦 - （元東京都多摩市長）
- 寺田和雄 -（元東京都町田市長）
- 保立旻 -（元東京都小金井市長）
- 保谷高範 -（元東京都西東京市長）
- 木村俊雄 -（神奈川県寒川町長）
- 佐藤弥斗 -（神奈川県座間市長）
- 高橋昌和 -（神奈川県秦野市長）
- 岸宏司 - （神奈川県茅ヶ崎市副市長）
- 古谷義幸 -（元神奈川県秦野市長）
- 山梨崇仁 -（神奈川県葉山町長）
- 小林信保 -（山梨県大月市長）
- 栗原雅智 - （元山梨県富士吉田市長）
- 若林忠一 - （元長野県更埴市長、長野県議会議員）
- 山田紀之 - （元新潟県糸魚川市長）
- 高野宗雄 -（元富山県魚津市長）
- 堀内康男 -（元富山県黒部市長）
- 油野和一郎 -（石川県かほく市長）
- 武元文平 -（元石川県七尾市長）
- 宮元陸 -（石川県加賀市長）
- 小泉剛康 - （元福井県武生市長）
- 嵯峨根達雄 - （元京都府舞鶴市長）
- 辻重五郎 -（兵庫県丹波市長）
- 久保田章市 -（島根県浜田市長）
- 近藤宏樹 -（島根県安来市長）
- 原夫次郎 -（元島根県知事、元日本進歩党衆議院議員）
- 福田良彦 -（山口県岩国市長、元自由民主党衆議院議員）
- 三好幹二 -（愛媛県西予市長）
- 松島世佳 - （元長崎県南島原市長）
- 安東玉彦 -（元大分県大分市長）
- 上田保 -（元大分県大分市長）
- 石川正史 - (大分県津久見市長、元山口放送アナウンサー、元大分放送アナウンサー）
- 黒木健二 -（宮崎県日向市長）
- 岩切秀雄 -（鹿児島県薩摩川内市長）
- 翁長雄志 -（元沖縄県知事、元那覇市長）
- 平良良松 -（元沖縄県那覇市長）

#### 地方議員
- 三浦道雄 - （元青森県議会議長、南部鉄道元社長）
- 三春重雄 - （元宮城県議会議員、日本社会党宮城県本部委員長)
- 金子恵美 - （福島県伊達市議会議員、参議院議員）
- 恩田正一 - （元群馬県議会議員、渡良瀬川鉱毒根絶期成同盟元会長）
- 小沢遼子 - （元埼玉県議会議員・浦和市議会元議員、社会評論家）
- 吉田一郎 - （埼玉県さいたま市議会議員、ジャーナリスト、飛び地研究家）
- 三隅正 - （元東京府会議長）
- 河野一郎 - （元東京都議会議長）
- 上川あや - （東京都世田谷区議会議員）
- 龍円愛梨 - （東京都議会議員、元テレビ朝日アナウンサー）
- 安田真理 - （東京都杉並区議会議員、元石川テレビアナウンサー、大学院修了）
- 洞口朋子 - （東京都杉並区議会議員、日本の新左翼活動家、通信教育課程を除籍処分）
- 永井浩介 - （神奈川県海老名市議会議員、元俳優）
- 嘉山淳平 - （神奈川県横須賀市議会議員、株式会社シテコベ創業者）
- 勝俣進 - （山梨県富士吉田市議会議長、ヴァンフォーレ甲府の元監督）
- 木内均 - （長野県議会議員）
- 大西靖人 - （大阪府岸和田市議会元議員・新進党大阪府第18総支部会長、新進党大阪府連常任幹事）
- 川端順 - （徳島県松茂町議会議員、元広島東洋カープ選手・コーチ）
- 望月大輔  - (山梨県議会議員、元甲府市議会議員)

#### その他
- 吉倉汪聖 - （天佑侠・黒龍会創設メンバー、ジャーナリスト）
- 近藤巨士 - （学生運動家、血のメーデー事件の被害者）
- 相原康伸 - （日本労働組合総連合会元事務局長、全トヨタ労働組合連合会事務局長、全日本自動車産業労働組合総連合会会長）
- 永山英樹 - （台湾研究フォーラム会長、日本李登輝友の会理事）
- 伊井弥四郎 - （労働運動家、日本共産党中央委員、全官公庁共闘会議長）
- 大門義雄 - （労働運動家、全国一般労働組合委員長）
- 村上一郎 - （建国義勇軍首謀者）
- 片岡利明 - （東アジア反日武装戦線の「狼」メンバー）
- 小西誠 - （反戦活動家、法政大学法学部通信課程出身、出版社社会批評社社長）
- 大道寺将司 - （政治活動家、中退）
- 齋藤郁真 - （日本の新左翼活動家、退学処分）
- 材津昭吾 - （鈴木善幸首相の内閣総理大臣秘書官）

### 法曹・公認会計士
- 北里貞之 - （大審院元判事）
- 田山卓爾 - （大審院元判事）
- 小谷勝重 - （最高裁判所元裁判官）
- 遠藤光男 - （最高裁判所元裁判官、本学名誉博士）
- 高須順一 - （最高裁判所裁判官、元本学法科大学院教授）
- 木納敏和 - （東京高等裁判所部総括判事、元松江地方裁判所長、元司法研修所教官）
- 三田高三郎 - （東京地裁元裁判官、愛知大学・東洋大学元教授）
- 岡垣久晃 - （大阪高裁元裁判官）
- 蓮見重治 - （仙台高裁元裁判官、東北学院大学元教授）
- 鬼頭史郎 - （元裁判官）
- 谷合克行 - （元裁判官、現在弁護士）
- 中村信敏 - （東京高検元刑事部長、ロッキード事件、日通事件弁護人）
- 竹内賀久治 - （第二東京弁護士会創立者・元会長、法政大学元総長）
- 加藤晃 - （第二東京弁護士会元会長、関東弁護士会連合会元理事長）
- 武内作平 - （大阪弁護士会元会長、衆議院議員、法制局長官）
- 赤尾彦作 - (横浜弁護士会元会長、元衆議院議員)
- 黒住成章 - (函館弁護士会元会長、元衆議院議員)
- 水野吉太郎 - （高知弁護士会元会長、安重根の弁護人）
- 羽田野忠文 - （大分弁護士会元会長、弁護士、衆議院議員）
- 岡田義明 - （金沢弁護士会元会長、元日本調停協会連合会理事）
- 小川三千三 - （弁護士、東京市会議員）
- 上畠益三郎 - （弁護士、衆議院議員、大阪株式取引所理事長、日本信託銀行取締役、法政大学監事）
- 岡井藤之丞 - （弁護士、衆議院議員（中央倶楽部））
- 小久江美代吉 - (弁護士、衆議院議員（立憲民政党）)
- 小出五郎 - (弁護士、衆議院議員（立憲政友会))
- 紅露昭 - (弁護士、元衆議院議員)
- 後藤文一郎 - (弁護士、衆議院議員)
- 高木益太郎 - (弁護士、衆議院議員、『法律新聞』創刊者、法政大学理事)
- 中鉢美明 - (弁護士、衆議院議員、東京市助役)
- 津原武 - (弁護士、衆議院議員）
- 永井作次 - (弁護士、衆議院議員)
- 夏井保四郎 - (弁護士、衆議院議員)
- 野出鋿三郎 - (弁護士、衆議院議員（立憲革新党))
- 原夫次郎 - (弁護士、島根県知事、衆議院議員)
- 土方千種 - (弁護士、衆議院議員、立憲国民党)
- 前田兵郎 - (弁護士、衆議院議員)
- 守屋此助 - (弁護士、衆議院議員、横浜市会議長、神奈川県守屋町の町名の由来)
- 矢島浦太郎 - (弁護士、衆議院議員、立憲同志会）
- 瀬戸英雄 - （弁護士、企業再生支援機構・現地域経済活性化支援機構元委員長、京セラの稲盛和夫と共に日本航空の再生を主導）
- 野底武彦 - （公認会計士、琉球独立党（現：かりゆしクラブ）前党首）
- 松原恭司郎 - （公認会計士、元中央大学大学院特任教授）
- 渡邉雄朗 - （公認会計士、ボートレーサー）

### 官公庁
- 小田幹治郎 - （朝鮮総督府中枢院書記官長）
- 中野有光 - （大連民政署長、福山市元長）
- 高一清 - （朝鮮総督府中枢院参議）
- 酒井忠康 - （宮内省式部職・名誉掌典、旧出羽松山藩10代当主、子爵）
- 指宿清秀 -   (第9代参議院事務総長、第9代国立国会図書館長)
- 高秀樹 - （財務省北海道財務局長、財務省主計局主計官、静岡県副知事）
- 松村貞雄 - （ウラジオストック総領事、初代サンパウロ総領事）
- 五明砂 - (バンクーバー元領事、特許弁理士)
- 大羽奎介 - （駐クロアチア元特命全権大使）
- 小溝泰義 - （駐クウェート元特命全権大使、広島平和文化センター理事長）
- 牧内博幸 - （駐ドミニカ共和国特命全権大使、元バルセロナ総領事）
- 峯村保雄 - （駐エルサルバドル元特命全権大使、元カルガリー総領事）
- 丸山洋司 - （元文部科学審議官、元文部科学省初等中等教育局長、公立学校共済組合理事長）
- 大芝惣吉 - (第18代佐賀県警察部長（現在の県警本部長）、第12代富山県警察部長、内務官僚)
- 成毛基雄 - (第13代富山県警察部長（現在の県警本部長）、第14代秋田県警察部長、第16代熊本県警察部長、第15代兵庫県警察部長、内務官僚)
- 和田潤 - (第12代島根県警察部長（現在の県警本部長）、第20代佐賀県警察部長、内務官僚)
- 今村鞆 - (警視庁警部、朝鮮総督府官僚、忠清北道・江原道警察部長、平壌・済州警察署長)
- 吉川祐二 - （警視庁警部補、中退）
- 山口明 - (東京都元道路監、東京臨海高速鉄道元社長、東京都道路整備保全公社元理事長）
- 森下重格 - （広島市元助役、原爆投下直後の市長代理）
- 翁長助裕 - （沖縄県元副知事、沖縄県議会元議員）
- 因田義男 - （名古屋市元副市長、名古屋観光コンベンションビューロー元理事長、学校法人名古屋学院大学理事長）
- 木村勇一 - （新潟市元副市長）
- 松田浩二 - （沖縄振興開発金融公庫元理事長）
- 土井芳輔 - （南満州鉄道・京城出張所所長、板垣正貫の岳父）
- 草間八十雄 - （東京市幼年少年保護所長、新聞記者、作家）

### 軍事
- 内田重成 - （日本海軍中将、元裁判官、貴族院議員）
- 久納好孚 - （日本海軍少佐、第一次神風特別攻撃隊「大和隊」隊長）
- 本田耕一 - （日本海軍少尉、神風特別攻撃隊「第六筑波隊」隊員、在学中は野球部で活躍）
- 水谷吉蔵 - （日本陸軍少佐、本学政治学教授、日本初の戦車導入を計画するにあたり、イギリスへ派遣された軍人）
- 前田利貴 - （日本陸軍大尉、加賀前田家末裔、男爵）
- 石川玄三 - （日本陸軍歩兵中尉、衆議院議員、立憲政友会）
- 中原光信 - （日本陸軍少尉・ベトミン士官学校教官・日越貿易会会長）
- 武田正徳 - （元陸上自衛官・陸将、第30代第1師団長）
- 三宅義信 - (元陸上自衛官・陸将補、自衛隊体育学校長。第18回東京オリンピック、第19回メキシコシティーオリンピック、重量挙げ金メダリスト。)
- 西村金一 - (元陸上自衛官・1等陸佐、陸上自衛隊幹部学校戦略教官室副室長、軍事・情報戦略研究所所長、軍事評論家)

### 宗教
- 戸田忠和 - （元水無神社神主、旧子爵、日本陸軍中尉）
- 春見文勝 - （臨済宗妙心寺派第二十九代管長、元全日本仏教会会長）
- 酒井日慈 - （日蓮宗第五十一代管長、大本山池上本門寺第八十二世貫首）
- 川澄祐勝 - （高幡山明王院金剛寺第三十三世貫主、俳人)
- 森谷英俊 - （大本山興福寺貫主、山田寺元住職）
- 大谷光淳 - （浄土真宗本願寺派第二十五代代門主）
- 井出定治 - （元キリスト教朝顔教会協力牧師、中退）
- 鞭木由行 - （牧師、聖書学者、聖書宣教会校長）

### 経済

#### 金融
- 後藤康男 - （安田火災海上保険元会長、本学名誉博士）
- 大島雄次 - （明治安田生命保険相談役、安田生命保険元会長、本学名誉博士）
- 野澤正平 - （山一證券最後の社長、元日産センチュリー証券(現・日産証券)社長）
- 酒巻英雄 - （野村證券元社長）
- 長沢正夫 - （野村證券投資信託委託元会長・野村證券専務）
- 前川輝之 -  (クレディセゾン元会長)
- 政井貴子 -  (新生銀行元執行役員、日本銀行政策委員会元審議委員)
- 立沢賢一 - （HSBC証券元社長）
- 伊藤達男 -  (日本相互証券 元会長、日興コーディアル証券元副社長)
- 広瀬秀雄 - （東洋証券元社長）
- 山﨑泰明 -  (いちよし証券取締役兼代表執行役社長)
- 山口治作 - （旧北海道銀行元頭取）
- 堰八義博 - （北海道銀行元頭取、ほくほくフィナンシャルグループ会長、全国地方銀行協会副会長、NHK経営委員会委員）
- 伊東忠昭 - （福井銀行元会長、福井商工会議所会頭）
- 原田和夫 - （みちのく銀行元頭取）
- 木村興三 - （筑波銀行元頭取・会長、相談役）
- 小林辰興 -  (栃木銀行会長、栃木県経済同友会筆頭代表理事)
- 黒本淳之介 -  (栃木銀行頭取、元第二地方銀行協会会長)
- 小島信夫 - （京葉銀行元会長）
- 川喜田壮太郎 - （百五銀行元頭取・会長）
- 熊崎俊二郎 - （北日本銀行元頭取・会長）
- 中條晴夫 - （百十四銀行元頭取・会長）
- 佐藤勇夫 - （宮崎銀行元頭取・会長、相談役）
- 田邉光雄 - （信金中央金庫元理事長）
- 氏平競重 - （尼崎信用金庫元理事長、元尼崎商工会議所会頭）
- 松岡英夫 - （長野県信用組合元理事長、元全国信用組合中央協会常任理事）
- 二瓶克博 - （巣鴨信用金庫理事長）
- 上畠益三郎 - （大阪株式取引所元理事長、元日本信託銀行取締役）

#### 機械・電器・住宅メーカー
- 宗国旨英 - （本田技研工業元会長・特別顧問、日本自動車工業会元会長、本学名誉博士）
- 山本雄一郎 - （タチエス社長）
- 岩部金吾 - （文化シヤッター会長）
- 黒江真一郎 - （アドバンテスト社長）
- 松本孝利 - （シスコシステムズ日本法人元会長、サンマイクロシステムズ日本法人元社長、本学名誉博士）
- 竹中宣雄 - （ミサワホーム社長、プレハブ建築協会副会長、経済学者の竹中平蔵は実弟にあたる）
- 橋口一徳 - (東京電波元社長、常任顧問)
- 兵部行遠（ミライアル会長）
- 瀧澤利一 - (日本バルカー工業取締役社長兼CEO)
- 森岡篤弘 - (日成ビルド工業社長)
- 下西孝 - （下西技研工業社長）
- 大友浩嗣 - （大和ハウス工業代表取締役社長・最高執行責任者）

#### 医薬・化学・食品・生活品メーカー
- 内貴清兵衛 - （日本新薬創設者）
- 若林忠志 - (日本ペプシコ社長、元プロ野球選手・監督、野球殿堂表彰者)
- 大塚芳満 - （大塚製薬元会長、創業者大塚武三郎の次男）
- 小松喬一 - （大塚製薬工場元社長）
- 永谷博 - （永谷園元会長）
- 松園尚巳 - （ヤクルト本社名誉会長）
- 古泉肇 - (亀田製菓会長)
- 三嶋栄 - （王子製紙元会長）
- 清家豊雄 - (平和紙業元社長、元会長、相談役。創業者の1人)
- 青木良元 - (利根コカ・コーラボトリング(現コカ・コーライーストジャパン)元社長、キッコーマン常勤顧問)
- 三浦善功 - (明星食品社長、日清食品元会長)
- 伊藤秀二 - （カルビー社長、日本スナック・シリアルフーズ協会会長）
- 渡辺秀一 - （メディパルホールディングス社長、メディセオ会長、日本医薬品卸売業連合会会長）
- 白髪良一 - （日本清酒会長）
- 木山俊平 - (三菱鉛筆東京販売元社長、名誉会長。三菱鉛筆元取締役、相談役)
- 髙𫞎清 - (パイロットコーポレーション会長)
- 武内博文 - (ラクオリア創薬社長)
- 鈴木政夫 - （日本ペイント元社長）

#### 運輸・インフラ・エネルギー・建設
- 中野勝義 -（全日本空輸創立者の1人、副社長、法大「青年日本号」による学生初の訪欧飛行実現に尽力）
- 神戸挙一 -（東京電力の前身東京電燈元社長、明治大正期の甲州財閥の重鎮）
- 角弥太郎 - （日立鉱山元所長、初めて公害（煙害）問題に取り組む）
- 加藤乙三郎 - （中部電力元会長・電気事業連合会会長・中部経済連合会会長）
- 山口学 -（関電工会長、日本電設工業協会会長)
- 阿川甲一 -（長春倉庫運輸社長、作家阿川弘之の実父であり法学者阿川尚之、エッセイスト阿川佐和子の祖父）
- 福島敏行 -（日本通運元社長、学校法人日通学園元理事長）
- 中谷康夫 -（日立物流社長）
- 守屋此助 -（神中鉄道(現・相模鉄道)社長、弁護士、衆議院議員）
- 後藤圀彦 -（京成電気軌道社長）
- 小林秀雄 - （神戸電鉄元社長）
- 松田利之 -（小田急電鉄元社長）
- 梅崎利秋 -（新京成電鉄元社長）
- 大谷昌行 -（一畑電気鉄道元会長、日本海テレビ元会長）
- 高橋辰輔 -（箱根登山鉄道元社長)
- 工藤雅康 - (高千穂あまてらす鉄道社長、ノンフィクション作家高山文彦)
- 井上雅之 -（スカイマーク元社長、しなの鉄道元社長、大阪市経済戦略局長）
- 新井欣弥 -（鹿島建設元副社長、鹿島出版会元社長)
- 石橋直 -（西松建設元社長）
- 長島康雄 -（東海運社長）
- 壁谷泰雄 -（東海運元社長）
- 阿波誠一 - （ヤマト運輸社長）

#### 小売・卸売・外食
- 山崎光雄 - （西武百貨店元社長、パルコ元会長、福武書店（現・ベネッセコーポレーション）元会長、相談役）
- 石塚護 - (京急百貨店前社長、京浜急行電鉄顧問)
- 西山俊太郎 - (ヤナセ元社長、自動車振興会健康保険組合理事長)
- 佐々木孝治 - （ユニー元社長、日本チェーンストア協会元会長）
- 村田紀敏 - （セブン&アイ・ホールディングス前社長・COO、顧問）
- 大村安孝 - （カーチスホールディングス元社長）
- 穴見陽一 - （ジョイフル元社長）
- 長尾一徳 - （ジョイフル元社長）
- 宮嶋宏幸 - （ビックカメラ元社長）
- 佐々木徳久 - （ロイヤルホスト社長）
- 安田秀一 - （ドーム代表取締役）
- 田中八郎 - （メガネスーパー創業者、馬主）

#### サービス・情報通信・不動産
- 遠藤健一 - （東京出版販売(現・トーハン)元社長）
- 知念栄治 - (沖縄セルラー電話会長、公益財団法人沖縄県産業振興公社 理事長 )
- 本告正 - （船井総合研究所元社長）
- 植田尚裕 - (ホテル京急元社長、ホテルグランパシフィック元社長、京浜急行電鉄元常務)
- 高橋義治 - （イ・アイ・イグループ会長、元全国朝日放送取締役）
- 元谷芙美子 - （APAホテル社長）
- 吉田謙次 - (オリエンタルランド社長)
- 兼井雅史 - （飯田グループホールディングス社長）
- 小山武夫 - (中日ドラゴンズ元オーナー兼社長、中日新聞元相談役)
- 鵜木洋二 - （福岡工業大学元理事長、福岡ダイエーホークス元社長）
- 根本陸夫 - (福岡ダイエーホークス元社長、西武ライオンズ編成・管理部長、監督、プロ野球選手)
- 保科昭彦 -（読売巨人軍元代表、読売新聞西部本社元社長）
- 山中正竹 - （横浜ベイスターズ球団元専務、1988年ソウルオリンピック野球全日本監督、法大特命教授）
- 居郷肇 - （西武ライオンズ元社長）
- 清雲栄純 - (ジェフユナイテッド取締役、元プロサッカー選手・監督、本学スポーツ健康学部教授)
- 草間政一 - （新日本プロレス社長）
- 丸山正雄 - (マッドハウス元社長、MAPPA会長)
- 白木航 - （WALL社長）
- 竹尾直章 - （BSIグループジャパン社長）
- 森田英克 - （KLab社長CEO）
- 大屋一 - （ブロードテック社長）
- 韓裕 - （マルハン社長）
- 岡村秀樹 - （セガホールディングス会長、日本eスポーツ連合会長、コンピュータエンターテインメント協会会長）
- 星野敏 - （NEXUSCEO、元日本フェンシング協会会長）
- 樋川新一 - （リンゴミュージック社長）
- 手塚栄一 - （手塚興業社長、東京馬主協会元会長）

#### マスコミ・広告
- 千葉源蔵 - （文藝春秋元会長）
- 中畑義愛 - （電通元社長）
- 佐藤俊夫 - （新潮社元会長、新潮社創業者・佐藤義亮の次男）
- 井上泰一 - （角川書店元社長、角川映画副会長・角川グループホールディングス取締役）
- 布川角左衛門 - （筑摩書房元代表取締役、栗田出版販売元会長、普連土学園元理事長、菊池寛賞受賞）
- 三鬼陽之助　- (雑誌「財界」の創刊者)
- 小山久二郎 - （小山書店設立者、赤ちゃんとママ社設立者、『チャタレイ夫人の恋人』の出版社社長）
- 守屋荒美雄 - （帝国書院、関東第一高等学校、吉祥女子中学校・高等学校の創立者）
- 藤田親昌 - （文化評論社元社長・中央公論社編集部長、横浜事件に連座）
- 広瀬豊 - （陸上競技社設立者・元社長、関東学生陸上競技連盟元会長）
- 丸山実 - （新雑誌エックス元社長、「現代の眼」・「新雑誌X」編集長）
- 岡留安則 - （噂の真相発行人・編集長）
- 高瀬幸途 - （太田出版元社長）
- 和多田進 - （晩聲社創立者、週刊金曜日初代編集長・社長）
- 尾形誠規 - （鉄人社代表取締役、「裏モノJAPAN」元編集長）
- 湯谷昇羊 - （ダイヤモンド社元取締役・『週刊ダイヤモンド』編集長）
- 石原正康 - （幻冬舎専務取締役・編集最高責任者）
- 渋谷和宏 - （日経ビジネスアソシエ編集長）
- 原四郎 - （読売新聞社元副社長、日本記者クラブ初代理事長、菊池寛賞、世界報道自由ヒーロー賞）
- 不破孝一 - （読売新聞社元取締役、BS日本元社長）
- 保科昭彦 -（読売新聞西部本社元社長、読売巨人軍元代表）
- 播上英次郎 - （産経新聞元専務、岡山放送元社長、日本民間放送連盟元副会長）
- 古戸一郎 - （報知新聞社元社長）
- 金久保通雄 - （報知新聞社元常務、元読売新聞社出版局長）
- 斉藤準一 - （神奈川新聞社長）
- 和田吉弥 - （山梨日日新聞元社長）
- 小山武夫 - （中日新聞元相談役、中日ドラゴンズオーナー、ボーン国際記者賞受賞）
- 宮里昭也 - （琉球新報社元会長）
- 桜井康雄 - （東京スポーツ新聞社取締役編集局長）
- 栃沢助造 - （NHK元専務理事）
- 大津慶吾 - （北海道放送元会長、衣笠賞）
- 永野為光 - （東北放送会長）
- 横舘英雄 - （岩手朝日テレビ取締役）
- 竹石松次 - （新潟放送会長）
- 金親顕男 - （新潟放送元常務取締役、イタリア軒元社長）
- 森田勝治 - （テレビ和歌山元社長）
- 大島佳久 - （サンテレビジョン元社長）
- 桑田茂 - （RSKホールディングス、RSK山陽放送元社長）
- 大谷昌行 - （日本海テレビ元会長、一畑電気鉄道元会長）
- 浅山浩三 - （テレビ西日本元社長）
- 高橋康夫 - （元TBS総務局次長）
- 月岡朝太郎 - （日刊プロスポーツ新聞社創業者・社長、日本アマチュア自転車競技連盟元副会長、東京都教育委員）
- 青木貴博 - （radiko社長）
- 清藤哲夫 - （アップルウェーブ元代表取締役、弘前商工会議所会頭）

#### 起業家・代表等
- 赤坂優 - （エウレカ創業者、エンジェル投資家）
- 伊藤喜美 - （バロー創業者）
- 平林実 - （三光マーケティングフーズ創業者、社長）
- 韓昌祐 - （マルハン創業者、会長）
- 相澤秀禎 - （サンミュージックプロダクション創業者、会長）
- 西川清 - （パーク24創業者）
- 武藤英明 - （日本管理センター創業者、社長）
- 中山三郎平 - （中山書店創業者、中山科学振興財団元理事長）
- 山下孝一（幼児活動研究会創業者、社長、大和学園理事長）
- 依田平 - （ケア21創業者・社長）
- 白石小百合 - （Whitte 社長、元テレビ東京アナウンサー）
- 大野幸一 - （コンサルタント、モニプラファンサイト・オブ・ザ・イヤー金賞を3年連続で受賞）
- 高橋芳文 - （経営コンサルタント、政策創造研究科修士課程修了）
- 有馬律雄 - （ショッププロデューサー、株式会社ライデンシャフト設立)
- 中川友紀子 - (アールティ代表取締役、ロボLDK実行委員長、マイクロマウス副実行委員長、など)
- 長山尚義 - （エース事務機会長、馬主）
- 大塚朝之 - （猿田彦珈琲創業者、社長）
- 森岡督行 - （森岡書店創業者、代表）
- 永井彰一 - （田園プラザ川場社長、永井酒造会長）
- 根岸重一 - （日電工業元社長、カラオケの発明者の一人）

### 教育・研究

#### 人文科学分野
- 入江春行 - （文学者、元大谷女子大学教授）
- 熊谷孝 - （文学者、国立音楽大学名誉教授）
- 斎藤英喜 - （日本文学者、佛教大学教授）
- 阪下圭八 - （日本文学者、東京経済大学名誉教授）
- 島村幸一 -（日本文学者、立正大学教授）
- 高橋俊夫 - （日本文学者、元清和女子短期大学教授）
- 深沢秋男 - （日本文学者、昭和女子大学名誉教授）
- 岩崎武夫 - （日本中世文学者、元東京医科歯科大学・千葉経済大学教授）
- 中込重明 - （日本近世・近代文学者）
- 大和田茂 - （日本近代文学者、法政大学非常勤講師）
- 相馬庸郎 - （日本近代文学者、神戸大学教授）
- 長谷川啓 - （日本近代文学者、城西短期大学教授）
- 竹嶋清治 - （日本現代文学者、元愛知教育大学名誉教授）
- 柳井貴士 - （日本近代文学者（沖縄文学）、愛知淑徳大学准教授）
- 武石彰夫 - （仏教文学者、高知大学教授）
- 柿沼孝子 - （アメリカ文学者、立正大学名誉教授）
- 原成吉 - （アメリカ文学者、獨協大学教授）
- 宮崎昭威 - （イギリス文学者、中央大学名誉教授）
- 吉岡栄一 - （イギリス文学者、文芸評論家、東京情報大学教授）
- 石川登志夫 - （フランス文学者、元神奈川県立外語短期大学教授）
- 蛯原徳夫 - （フランス文学者、大阪市立大学名誉教授）
- 片岡美智 - （フランス文学者、京都外国語大学名誉教授）
- 齋藤磯雄 - （フランス文学者、元明治大学教授）
- 桝田啓三郎 - （フランス文学、東京都立大学 (1949-2011)名誉教授）
- 大原恒一 - （ロシア文学者、翻訳家、評論家、実業家、元コロンビア大学客員教授、モスクワ大学大学院修了）
- 片山善博 - （哲学者、日本福祉大学教授）
- 滝口清栄 - （哲学者、法政大学非常勤講師）
- 戸谷洋志 - （哲学者、関西外国語大学准教授）
- 澤田直 - （フランス哲学者、立教大学教授）
- 鈴木由加里 - （フランス哲学者、現代文化論研究、評論家）
- 小栗純子 - （宗教学者）
- 弓山達也 - （宗教学者、東京工業大学教授）
- 渡辺章悟 - （仏教学者、東洋大学教授）
- 川島秀一  - （民俗学者、東北大学教授、日本民俗学会会長）
- 昆政明 - （民俗学者、神奈川大学国際日本学部教授）
- 田辺悟 - （民俗学者、歴史学者、元千葉経済大学経済学部教授、元横須賀市自然・人文博物館館長）
- 田畑千秋 - （民俗学者、大分大学教授）
- 中村生雄 - （民俗学者、元大阪大学教授、学習院大学教授）
- 湯本豪一 - （民俗学者、川崎市市民ミュージアム学芸員、学芸室長）
- 安藤英男 - （歴史学者、元国士舘大学教授、蘇峰会賞）
- 池田直隆 - （歴史学者、國學院大學日本文化研究所兼任講師）
- 石井正敏 - （歴史学者、中央大学教授、元東京大学助教授）
- 犬塚孝明 - （歴史学者、鹿児島純心女子大学教授）
- 宇佐美ミサ子 - （歴史学者）
- 宇治谷孟 - （歴史学者、国文学者）
- 樋口秀雄 - （歴史学者、元東京国立博物館図書室長）
- 大浜郁子 - （歴史学者、法政大学専任講師）
- 片桐一男 - （歴史学者、青山学院大学名誉教授、『阿蘭陀通詞の研究』で角川源義賞受賞）
- 川口素生 - （歴史学者）
- 白川部達夫 - （歴史学者、東洋大学教授）
- 高橋千恵 - （歴史学者）
- 立花雄一 - （歴史学者、法政大学教授、法政大学大原社会問題研究所所員）
- 谷口研語 - （歴史学者）
- 戸谷敏之 - （歴史学者、日本常民文化研究所員）
- 友常勉 - （歴史学者、東京外国語大学国際日本研究センター講師）
- 長井純市 - （歴史学者、法政大学文学部教授）
- 長島伸一 - （歴史学者、長野大学教授、『世紀末までの大英帝国』でサントリー学芸賞受賞）
- 平川新 - （歴史学者、宮城学院女子大学学長、東北大学東北アジア研究センター教授）
- 堀川哲 - （歴史学者、札幌大学名誉教授）
- 松尾章一 - （歴史学者、法政大学名誉教授）
- 松本健一 - （歴史学者、麗澤大学教授、司馬遼太郎賞受賞）
- 丸川哲史 - （歴史学者、文芸評論家、明治大学教授）
- 森嘉兵衛 - （歴史学者、元岩手大学名誉教授）
- 保田孝一 - （歴史学者、近代ロシア史、岡山大学名誉教授）
- 山咲真由美 - （歴史学者、専門は分析哲学、記号論理学）
- 山本光正 - （歴史学者、元国立歴史民俗博物館・総合研究大学院大学教授）
- 西沢淳男 - （日本史学者、高崎経済大学准教授）
- 田村信一 - （社会思想史学者、北星学園大学学長）
- 松田博 - （社会思想史学者、立命館大学名誉教授）
- 小柳輝一 - （食物社会史学者、元時事新報記者）
- 伊藤寿朗 - （博物館学者、元東京学芸大学助教授）
- 佐々木利和 - （文化人類学者、北海道大学特任教授、人文科学研究科日本史学専攻修士課程修了）
- 関根久雄 - （文化人類学者、筑波大学教授）
- 小林雄一郎 - （言語文化学者、日本大学准教授）
- 都竹通年雄 - （日本語学者、方言学、富山大学教授）
- 山岸勝榮 - （英語学者、英和・和英辞典編纂者、明海大学外国語学部・同大学院応用言語学研究科教授、現・名誉教授）
- 今村鞆 - （朝鮮社会研究者、元警察官）
- 水口章 - （中東研究者、敬愛大学教授）
- 佐藤典人 - （地理学者、法政大学通信教育部部長、元法政大学野球部部長）
- 清水靖夫 - （地理学者）
- 福井一喜 - （地理学者、流通経済大学准教授）
- 柳井雅也 - （地理学者、東北学院大学教授）
- 岩村暢子 - （アサツー ディ・ケイ室長、現代家族論）

#### 社会科学分野
- 大西祥世 - （憲法学者、立命館大学教授）
- 新保史生 - （憲法学者、慶應義塾大学教授）
- 今尾真 - （民法学者、明治学院大学教授）
- 大坪稔 - （民法学者、鹿児島大学名誉教授、元西日本短期大学学長）
- 桐谷多恵子 - （社会学者、多摩大学グローバルスタディーズ学部准教授）
- 佐伯弘治 - （民法・法社会学者、学校法人国士舘理事長、学校法人日通学園学園長、元・流通経済大学学長）
- 鳥谷部茂 - （民法学者、広島大学名誉教授、弁護士）
- 春田一夫 - （民法学者、九州国際大学学長）
- 堀田泰司 - （民法学者、九州国際大学学長）
- 梅本吉彦 - （民事訴訟法学者、専修大学名誉教授、弁護士）
- 佐藤鉄男 - （民事訴訟法学者、中央大学教授）
- 水元宏典 - （民事訴訟法学者、倒産法、新司法試験委員、一橋大学大学院法学研究科教授）
- 清瀬信次郎 - （商法学者、亜細亜大学名誉教授、父は清瀬一郎）
- 前田重行 - （商法学者、学習院大学教授、元筑波大学教授）
- 石橋洋 - （労働法学者、元熊本大学大学院法曹養成研究科教授）
- 千々岩力 - （労働法学者、高岡法科大学元学長）
- 土田道夫 - （労働法学者、同志社大学教授）
- 増田英敏 - （租税法学者、専修大学教授）
- 中野正俊 - （信託法学者、亜細亜大学教授）
- 山内康伸 - （知的財産法学者、弁理士、香川大学客員教授）
- 土井輝夫 - （国際私法学者、早稲田大学名誉教授）
- 今川瑛一 - （政治学者、創価大学名誉教授）
- 岡崎晴輝 - （政治学者、九州大学大学院法学研究院助教授）
- 永田伸吾 - （政治学者、金沢大学講師、客員研究員、戦略研究学会大会委員会副委員長）
- 檜槇貢 - （政治学者、弘前大学教授、大学院修了）
- 文京洙 - （政治学者、立命館大学教授）
- 松尾隆佑 - （政治学者、宮崎大学教授）
- 松本正生 - （政治学者、埼玉大学教授）
- 南島和久 - （政治学者、龍谷大学教授、元新潟大学教授）
- 小堀訓男 - （国際政治学者、元苫小牧駒澤大学学長、駒澤大学名誉教授）
- 戴天昭 - （国際政治学者）
- 相澤幸悦 - （経済学者、埼玉学園大学教授、元埼玉大学教授）
- 安藤至大 - （経済学者、日本大学大学院総合科学研究科教授）
- 安藤実 - （経済学者、静岡大学名誉教授、名古屋学院大学名誉教授、瑞宝中綬章受章）
- 石垣司 - （経済学者、東北大学大学院経済学研究科准教授）
- 大形太郎 - （経済学者、政治活動家）
- 大島卓 - （経済学者、元城西国際大学大学院国際アドミニストレーション 研究科長）
- 小倉利丸 - （経済学者、富山大学名誉教授）
- 柿崎繁 - （経済学者、明治大学教授）
- 郭 洋春 -（経済学者、立教大学総長）
- 桐山昇 - （経済学者、中央大学名誉教授、大学院修了）
- 久留間健 - （経済学者、立教大学名誉教授）
- 坂本忠次 - （経済学者、岡山大学名誉教授）
- 鈴木春二 - （経済学者、千葉商科大学教授）
- 鷲見英司 - （経済学者、日本大学教授）
- 高懸雄治 - （経済学者、札幌学院大学教授）
- 暉峻淑子 - （経済学者、埼玉大学名誉教授）
- 中山弘正 - （経済学者、明治学院第10代院長）
- 野原建一 - （経済学者、広島県立大学（現・県立広島大学）名誉教授）
- 藪友良 - （経済学者、慶應義塾大学准教授）
- 新海宏美 - （経済学者、日本大学経済学部准教授）
- 山下耕治 - （経済学者、福岡大学准教授）
- 安士昌一郎 - （経済学者、立教大学准教授）
- 鈴木基史 - （国際政治経済学者、京都大学教授）
- 井上雅雄 - （労働経済学者、東宝争議研究）
- 斉藤実 - （交通経済学者、神奈川大学教授、元・日通総合研究所研究員）
- 西川雅史 - （財政学者、青山学院大学教授）
- 名児耶富美子 - （商学者、日本大学教授）
- 堀田治 - （商学者、日本大学准教授）
- 森田克徳 - （商学者、元静岡県立大学経営情報学部准教授）
- 大場四千男 - （経営学者、北海学園大学教授）
- 小林末男 - （経営学者、元北海道拓殖短期大学学長）
- 渋瀬雅彦 - （経営学者、横浜商科大学准教授）
- 西山昭彦 - （経営学者、立命館大学教授）
- 藤本修平 - （経営学者、静岡社会健康医学大学院大学准教授）
- 本條晴一郎 - （経営学者、静岡大学准教授）
- 山崎雅夫 - （経営学者、広島市立大学講師）
- 吉田雄司 - （経営学者、埼玉学園大学教授）
- 伊藤守 - （社会学者、早稲田大学教授）
- 一柳豊勝 - （社会学者、龍谷大学教授）
- 大西晴樹 - （社会学者、元明治学院大学学長、現東北学院大学学長）
- 大野晃 - （社会学者、高知大学名誉教授、旭川大学教授）
- 木下武男 - （社会学者、昭和女子大学教授）
- 佐幸信介 - （社会学者、日本大学教授）
- 鈴木謙介 - （社会学者、関西学院大学准教授）
- 田村紀雄 - （社会学者、東京経済大学名誉教授）
- 中野育男 - （社会学者、専修大学教授）
- 戴天昭 - （国際政治学者、大学院終了）
- 長谷川万由美 - （社会学者、宇都宮大学教授）
- 森東吾 - （社会学者、大阪大学名誉教授）
- 一番ヶ瀬康子 - （社会福祉学者、日本女子大学名誉教授）
- 井上由美子 - （社会福祉学者、城西国際大学大学福祉総合学部福祉総合学科教授・学部長）
- 大曽根寛 - （社会福祉学者、放送大学教授）
- 金子絵里乃 - (社会福祉学者、日本大学文理学部教授）
- 結城康博 - （社会福祉学者、淑徳大学教授）
- 飯田哲也 - （家族社会学者、日本福祉大学助教授、立命館大学産業社会学部助教授・教授を歴任）
- 松本孝利 - （メディア学者、元慶應義塾大学教授、法政大学理事）
- 草野文男 - （中国研究学者、拓殖大学名誉教授）
- 松園俊志 - （観光学者、東洋大学名誉教授、前日本国際観光学会会長）
- 安田亘宏 - （観光学者、西武文理大学教授）
- 浦田優子 - （心理学者、武蔵野大学講師）
- 小竹裕人 - （心理学者、群馬大学社会情報学部准教授）
- 木村謙二 - （心理学者、元稚内北星学園大学学長）
- 萩野谷俊平 - （犯罪心理学者、明治学院大学講師）
- 幸田国広 - （国語教育学者、早稲田大学教授）
- 菊池桃子 - （キャリア教育学者、戸板女子短期大学客員教授、一億総活躍国民会議有識者委員、女優）
- 仁階堂拓哉 - （警備業研究者）
- 木原誠太郎 - （性格診断プロフェッサー、京都芸術大学客員教授、作家）

#### 自然科学分野
- 原昌宏 - （工学者・QRコード開発者、デンソーウェーブ主席技師、欧州発明家賞、日本学士院賞・恩賜賞）
- 柿本陽平 - （工学者、日本大学准教授）
- 武田健太郎 - （工学者、香川大学准教授）
- 日比野浩典 - （工学者、日本大学教授）
- 吉田敬一 - （工学者、元静岡大学教授）
- 小林一行 - （システム工学者、法政大学准教授）
- 森夏節 - （情報学者、酪農学園大学教授）
- 越田吉郎 - （金沢大学大学院医学系研究科教授、医学博士）
- 小原秀雄 - （動物学者、女子栄養大学名誉教授）
- 石井トク - （看護学者、元日本赤十字北海道看護大学学長、岩手県立大学名誉教授）
- 河端恵美子 - （看護学者、静岡県立大学短期大学部看護学科教授）
- 田村やよひ - （看護学者、元国立看護大学校校長、元日本赤十字九州国際看護大学学長）
- 樋口まち子 - （看護学者、医療人類学、国立看護大学校教授）
- 加藤勝行 - （理学療法士、帝京平成大学教授、仙台青葉学院短期大学教授）
- 伊豆川浅吉 - （水産学者、元東京水産大学教授）
- 塩田敏志 - （造園家、造園学者、林学者、東京大学農学部教授、東京農業大学教授を歴任）
- 原田榮進 - （造園家）
- 白川在 - （建築家）
- 中村竜治 - （建築家）
- 小堀哲夫 - （建築家）
- 平林千春 - （東北芸術工科大学デザイン工学部企画構想学科教授）
- 山舩 晃太郎 - （水中考古学者）

#### 教育
- 麻生繁樹 - （学校法人麻生学園創立者、元理事長）
- 久保田信之 - （教育者、前学習院女子大学教授）
- 小池喜孝 - （教育者、編集者、『赤毛のアン』の命名者）
- 小林晃彦 - （教育者、上越教育大学特任教授、元上越市立城北中学校校長）
- 塚原雄太 - （教育者、夜間中学校教員）
- 田島政人 - （教育者、アキシマクジラの化石の発見者）
- 嘉悦康人 - （教育者、元学校法人嘉悦学園学園長・理事長）
- 平島成夫 - （教育者、元高松短期大学教授）
- 村野井仁 - （教育者、東北学院大学教授）
- 安井俊夫 - （教育者、愛知大学教授）
- 由田浩 - （由田学園理事長、横浜事件の関係者）
- 石津谷治法 -　（教育者、全日本吹奏楽連盟理事長）
- 孔昭綬 -（中国の教育者、湖南第一師範学院校長（毛沢東在籍時の校長））
- 神﨑史彦 - （スタディサプリ講師、小論文・総合型選抜対策・総合的な探究の時間担当)

#### その他
- 和田優子 - （美容研究家、ミス日本コンテスト大会運営委員長）

### 文芸

#### 純文学・大衆文学等
- 寒川光太郎 - （小説家、『密猟者』で第10回芥川賞受賞）
- 倉光俊夫 - （小説家、『連絡員』で第16回芥川賞受賞）
- 石川利光 - （小説家、『春の草』で第25回芥川賞受賞）
- 笠原淳 - （小説家、『漂泊の門出』で小説現代新人賞、『ウォークライ』で新潮新人賞、『杢二の世界』で第90回芥川賞受賞）
- 藤沢周 - （小説家、『ブエノスアイレス午前零時』で第119回芥川賞受賞）
- 吉田修一 - （小説家、『パレード』で第15回山本周五郎賞、『悪人』で第61回毎日出版文化賞・第34回大佛次郎賞、『パークライフ』で第127回芥川賞、『横道世之介』で第23回柴田錬三郎賞受賞）
- 安藤鶴夫 - （小説家、『巷談本牧亭』で第50回直木賞受賞）
- 宮地佐一郎 - （小説家、直木賞候補、日本文藝家協会会員）
- 原田種雄 - （小説家、『闘銭記』で第1回九州文学賞小説部門受賞、勲五等双光旭日章受章）
- 春江一也 - （小説家、元外交官、『プラハの春』等）
- 朴泰遠 - （朝鮮の小説家、法政大学予科に在籍）
- 周作人 - （中国の散文作家・翻訳家、魯迅の弟、法政大学予科出身）
- 平山三郎 - （作家）
- 藤田富士男 - （作家、法政大学大学院博士課程単位取得、2007年新風舎文庫本大賞-復刊部門-を受賞）
- 石野径一郎 - （小説家、代表作は『ひめゆりの塔』）
- 中村武志 - （小説家）
- 長谷川四郎 - （作家、翻訳家、『長谷川四郎作品集』で第23回毎日出版文化賞受賞）
- 竹田真砂子 - （作家、『十六夜に』でオール讀物新人賞、『白春』で第9回中山義秀文学賞受賞）
- 飯嶋和一 - （作家、『汝ふたたび故郷へ帰れず』で文藝賞、『始祖鳥記』で中山義秀文学賞、『出星前夜』で大佛次郎賞受賞）
- 竹野雅人 - （作家、『正方形の食卓』で海燕新人文学賞、『私の自叙伝前篇』で野間文芸新人賞受賞）
- 葉治英哉 - （小説家、『（またぎ）物見隊顛末』で第1回松本清張賞受賞）
- 月本裕 - （小説家、『今日もクジラは元気だよ』で第1回坊っちゃん文学賞大賞受賞）
- 戸谷喜一 - （小説家、元刑務官、勲五等瑞宝章受章）
- 沢田黒蔵 - （小説家、『不問ノ速太、疾る』で第2回ムー伝奇ノベル大賞優秀賞受賞）
- 草野唯雄 - （小説家、宝石賞受賞）
- 山下武 - （作家、演出家、芝浦工業大学教授、柳家金語楼は父）
- 風巻絃一 - （小説家）
- 小野寺史宜 - （小説家、第86回オール讀物新人賞を受賞、『ROCKER』で第3回ポプラ社小説大賞優秀賞受賞）
- 中澤巠夫 - （小説家、『阿波山嶽党』で第1回歴史文学賞受賞）
- 安藤英男 - （小説家）
- 中野実 - （小説家、芸術祭賞受賞）
- 瀬戸良枝 - （小説家、『幻をなぐる』で第30回すばる文学賞受賞）
- 伊東恒久 - （作家）
- 温又柔 - （台湾人作家、法大国際文化学部卒、『好去好来歌』で第33回すばる文学賞佳作受賞）
- 大沼紀子 - （小説家、脚本家、第9回坊っちゃん文学賞大賞受賞、代表作に『真夜中のパン屋さん』）
- 千葉暁 - （小説家、編集者）
- こずかた治 - （小説家、コピーライター）
- 山平重樹 - （小説家、フリーライター）
- 中川文人 - （作家、編集者、実業家）
- 森田雄蔵 - （小説家、『はがゆい男』で芥川賞候補、『料亭の息子』等）
- 川井正 - （小説家、『学徒出陣』等）
- はらだみずき - （小説家、『サッカーボーイズ 再会のグラウンド』等）
- 長浦京 - （小説家、第6回小説現代長編新人賞、第19回大藪春彦賞）
- 乗代雄介 - （小説家、第34回三島由紀夫賞、第58回群像新人文学賞、第40回野間文芸新人賞）
- 奥野紗世子 - （作家、 第124回文學界新人賞）
- 年森瑛 - （作家、第127回文學界新人賞）
- 早見俊 - （作家、第6回歴史時代作家クラブ賞）
- 金南天 - （朝鮮の小説家、文学評論家）

#### ミステリー・SF
- 香山滋 - （探偵小説家、『ゴジラ』原作者・ 第1回日本探偵作家クラブ賞新人賞受賞）
- 井谷昌喜 - （推理作家、『クライシスF』で第1回日本ミステリー文学大賞新人賞受賞）
- 岡嶋二人 - （推理作家、『焦茶色のパステル』で第28回江戸川乱歩賞受賞）
- 司凍季 - （推理作家、1991年に『からくり人形は五度笑う』でデビュー）
- 竹島将 - （推理作家、『ファントム強奪』、『魔宮戦場』等）
- 初野晴 - （推理作家、『水の時計』で第22回横溝正史ミステリ大賞受賞）
- 早瀬乱 - （推理作家、『三年坂 火の夢』で第52回江戸川乱歩賞受賞）
- 大石圭 - （ホラー小説作家、デビュー作『履き忘れたもう片方の靴』で第30回文芸賞佳作受賞）
- 高田侑 - （ホラー小説作家、2003年『裂けた瞳』で第4回ホラーサスペンス大賞受賞）
- 平山夢明 - （ホラー小説作家、『独白するユニバーサル横メルカトル』で日本推理作家協会賞短編部門賞、2007年度『このミステリーがすごい!』国内部門一位、『ダイナー』で第28回日本冒険小説協会大賞、第13回大藪春彦賞を受賞）
- 高千穂遙 - （SF作家、星雲賞長編部門・短編部門受賞、日本SF作家クラブ元会長、日本SF評論賞元審査員）
- 横田順彌 - （SF作家、『快男児・押川春浪』で第9回日本SF大賞受賞、『近代日本奇想小説史 明治篇』で第32回日本SF大賞特別賞受賞）
- 大木芙沙子 - （SF作家）

#### ライトノベル
- 秋山瑞人 - （ライトノベル作家・SF作家、『おれはミサイル』で星雲賞受賞、代表作は『イリヤの空、UFOの夏』）
- 古橋秀之 - （ライトノベル作家・SF作家、『ブラックロッド』で第2回電撃ゲーム小説大賞受賞）
- 上遠野浩平 - （ライトノベル作家・SF作家、「ブギーポップは笑わない」で第4回電撃ゲーム小説大賞受賞）
- 奈須きのこ - （ライトノベル作家・SF作家、代表作は『空の境界』、『Fate/stay night』、『月姫』）
- 有間カオル - （ライトノベル作家、『太陽のあくび』で第16回電撃小説大賞メディアワークス文庫賞受賞）
- 志瑞祐 - （ライトノベル作家、『やってきたよ、ドルイドさん!』で第4回MF文庫Jライトノベル新人賞佳作受賞、『精霊使いの剣舞』）
- 高野小鹿 - （ライトノベル作家、『彼女たちのメシがマズい100の理由』で第17回スニーカー大賞受賞）
- 早矢塚かつや - （ライトノベル作家、『悠久展望台のカイ』でデビュー、金原瑞人ゼミ出身）
- 瑞嶋カツヒロ - （ライトノベル作家、一迅社文庫『僕が彼女に寄生中』でデビュー）
- 宮乃崎桜子 - （ライトノベル作家、『斎姫異聞』で第5回ホワイトハート大賞受賞）
- 伊吹契 - (ライトノベル作家、第9回星海社FICTIONS新人賞受賞)

#### 児童文学
- 椋鳩十 - （児童文学作家、国際アンデルセン賞国内賞受賞）
- 二反長半 - （児童文学作家、元日本児童ペンクラブ会長）
- 高橋忠治 - （児童文学作家、第13回塚原健二郎文学賞・第9回新美南吉児童文学賞受賞）
- 遠藤寛子 - （児童文学作家、1974年に『算法少女』でサンケイ児童出版文化賞受賞）
- はたたかし - （児童文学作家、元桃山学院短期大学教授）
- 山口理 - （児童文学作家、日本児童文学者協会会員、日本ペンクラブ会員）
- 漆原智良 - （児童文学作家、NHK放送記念祭賞受賞。第45回児童文化功労賞受賞）
- 吉橋通夫 - （児童文学作家、作家、 第29回日本児童文学者協会賞、第43回野間児童文芸賞）

#### ノンフィクション
- 石村博子 - （ノンフィクション作家・ルポルタージュ作家）
- 坂本敏夫 - （ノンフィクション作家、元刑務官、『刑務官』『死刑のすべて』等）
- 髙山文彦 - （ノンフィクション作家、大宅壮一ノンフィクション賞・講談社ノンフィクション賞受賞）
- 前間孝則 - （ノンフィクション作家、『ジェットエンジンに取り憑かれた男』）
- 小林元喜 - （ノンフィクション作家）
- かげはら史帆 - （ノンフィクション作家、小説家、『ベートーヴェン捏造 名プロデューサーは嘘をつく』）

#### 短歌・俳句・詩
- 嵯峨直樹 - （歌人、『ペイルグレーの海と空』で第47回短歌研究新人賞受賞）
- 三枝浩樹 - （歌人）
- 猪股静弥 - （歌人、帝塚山短期大学名誉教授）
- 晋樹隆彦 - （歌人、ながらみ書房社長、第18回若山牧水賞受賞）
- 藤島秀憲 - （歌人、『すずめ』で芸術選奨新人賞、第19回寺山修司短歌賞受賞）
- 渡辺香墨 - （俳人、裁判官、正岡子規の門人）
- 臼田亞浪 - （俳人）
- 高屋窓秋 - （俳人、現代俳句協会大賞）
- 松澤昭 - （俳人、第8回現代俳句大賞受賞、現代俳句協会会長）
- 浅沼璞 - （俳人）
- 安里琉太- （俳人、第44回俳人協会新人賞受賞）
- 冨士原清一 - （詩人、シュールレアリスム運動を代表する詩人）
- 川口敏男 - （詩人）
- 阿部岩夫 - （詩人、『不覇者』で第15回小熊秀雄賞、『ベーゲェット氏』で高見順賞受賞）
- 天彦五男 - （詩人、元日本詩人クラブ会長）
- 岩佐東一郎 - （詩人）
- 梶浦正之 - （詩人、評論家）
- 鈴木比佐雄 - （詩人、出版社コールサック社創業者、日本現代詩人会理事）
- 藤原定 - （詩人、『環』で1980年現代詩人クラブ受賞）
- 薮田義雄 - （詩人）
- 境節 - （詩人）
- 山崎修平 -（詩人、 『ダンスする食う寝る』で第31回歴程新鋭賞を受賞）
- 渡辺めぐみ (詩人) - （詩人）
- 申石艸 - （韓国の詩人、韓国詩人協会元会長）

#### 評論
- 小笠原賢二 - （文芸評論家）
- 小田切秀雄 - （文芸評論家・元総長代行、1988年『私の見た昭和の思想と文学の五十年』で毎日出版文化賞受賞）
- 小原元 - （文芸評論家、法政大学教授）
- 池島重信 - （文芸評論家、法政大学名誉教授）
- 池田雄一 - （文芸評論家）
- 吉田和明 - （文芸評論家）
- 鈴木斌 - （文芸評論家）
- 黒古一夫 - （文芸評論家、法政大学大学院博士課程満期退学 小田切秀雄に師事）
- 立石伯 - （文芸評論家）
- 梶木剛 - （文芸評論家）
- 菊田均 - （文芸評論家）
- 杉田俊介 - （批評家、人文科学研究科日本文学専攻修士課程修了）
- 丸川哲史 - （文芸評論家、法政大学大学院日本文学科修士課程修了）
- 渡辺京二 - （評論家、思想家、『北一輝』により毎日出版文化賞、『逝きし世の面影』により和辻哲郎文化賞、『黒船前夜』により大佛次郎賞）
- 滝村隆一 - （評論家）
- 安田武 - （評論家）
- 金子ヒロム - （音楽評論家）
- 三鬼陽之助 - （経済評論家）
- 片桐薫 - （政治学者・評論家）
- 赤木かん子 - （児童文学評論家）
- 長谷川潮 - （児童文学評論家、『児童文学のなかの障害者』で日本児童文学者協会賞受賞）
- 山田晃 - （経済評論家・日本出版協会理事）
- 南雲道雄 - （文芸評論家、『こころのふるさと良寛』等）
- 河上英一 - （演劇評論家）
- 坂内仁 - （経済評論家）
- 長谷川鉱平 - （文芸評論家、元長野大学教授）
- 金晋燮 - （韓国の文芸評論家、成均館大学校教授）
- 鈴木淳史 - （クラシック音楽評論家）
- 白崎秀雄 - （美術評論家、作家）
- 嶋田誉之 - （作家、歯科医師）
- 高塚光 - （作家、ヒーリング）
- 戸部民夫 - （作家、『「日本の神様」がよくわかる本』等）

#### 教養・編集者・その他
- 大原恒一（大原嘉蔵) - (翻訳家、評論家、六本木ヴィレッジ元社長)
- 金原瑞人 - （翻訳家、法政大学教授、芥川賞作家金原ひとみの実父）
- 山際素男 - （翻訳家、インド文化研究者）
- 中込重明 - （落語・講談研究者）
- 鈴村裕輔 - （野球史研究家）
- 高嶋雄三郎 - （医療研究家、『主治医』編集長）
- 原勝洋 - （戦史研究家）
- 藤田富士男 - （演劇研究家）
- 山口恵一郎 - （地名研究家、『地名の成立ち』等）
- 遠藤哲夫 - （エッセイスト）
- 石田雅彦 - （編集者、サイエンスライター）
- 小林健治 - （編集者、にんげん出版代表）
- 菅付雅信 - （編集者、評論家、東北芸術工科大学教授）
- 植野広生 - （雑誌編集者、dancyu編集長）

#### 漫画編集者
- 片山達彦 - （漫画編集者、集英社少年ジャンプ編集者・編集主任、主な担当作品は『呪術廻戦』、『鬼滅の刃』、『ブラッククローバー』）
- 林士平 - （漫画編集者、集英社少年ジャンプ+編集者・副編集長、主な担当作品は『SPY×FAMILY』、『チェンソーマン』、『青の祓魔師』）

### 芸術・文化

#### 写真
- 芥川仁 - （写真家、写真集『輝く闇』で宮日出版文化賞受賞、日本写真家ユニオン設立発起人）
- 岩合光昭 - （写真家、木村伊兵衛写真賞受賞）
- 岩崎拓哉 - （写真家・夜景写真家）
- 大石一男 - （写真家、毎日ファッション大賞、鯨岡阿美子賞受賞）
- 鬼海弘雄 - （写真家、土門拳賞・伊奈信男賞受賞）
- 笹口悦民 - （写真家）
- 佐藤健寿 - （写真家）
- 塩田武史 - （写真家、『僕が写した愛しい水俣』で第30回熊日出版文化賞）
- 中里和人 - （写真家、東京造形大学教授）
- 堀明 - （写真家、作家）
- 松本路子 - （写真家）
- 平野慎一 - （写真家）
- 山端庸介 - （写真家）
- 鄧南光 - （台湾の写真家、撮影三剣客）

#### 音楽
- 有馬三恵子 - （作詞家、『積木の部屋』、『小指の想い出』等多数）
- 岩崎富士男 - （作詞家、クリエイティブディレクター、大阪芸術大学教授、『キューティーハニー』）
- 東条寿三郎 - （作詞家、『なみだ川』）
- 中山大三郎 - （作詞家、作曲家、『人生いろいろ』、『珍島（ちんど）物語』、『無錫（むしゃく）旅情』等多数）
- 林春生 - （作詞家、『サザエさん』、『海のトリトン』、『鋼鉄ジーグ』等多数）
- 北田陽一郎 - （作曲家）
- 木村繁 - （作曲家、元青森中央短期大学学長）
- 杉浦哲郎 - （作曲家、編曲家、ピアニスト、音楽デュオ・スギテツ）
- 鈴木庸一 - （作曲家、『東京ドドンパ娘』、『伊勢佐木町ブルース』）
- 中島靖雄 - （作曲家、編曲家、ギタリスト、『蛇のひと』、『恋うたドラマSP』等多数）
- 長津義司 - （作曲家、元日本作曲家協会会長、『チャンチキおけさ』、『大利根無情』、『元禄名槍譜 俵星玄蕃』、紫綬褒章、勲四等旭日章）
- 平岡照章 - （作曲家、『子鹿のバンビ』、内閣総理大臣賞受賞）
- 平賀貴大 - （作曲家、『PUZZLE』、『アイノコトバ』等多数）
- KAZUAKI - （音楽プロデューサー、作詞家、作曲家）
- 長崎行男 - （音楽プロデューサー、音響監督）
- 福田幹大 - （音楽ディレクター）
- 青島千穂 - （アーティスト）
- エナポゥ - （ギタリスト、漫画家）
- 上原ひろみ - （ジャズピアニスト、日本ゴールドディスク大賞ジャズ部門、グラミー賞受賞）

#### 絵・版画
- 小野忠重 - （版画家）
- 木村利三郎 - （版画家、画家）
- 朝井閑右衛門 - （洋画家）
- 加藤一 - （画家、元自転車競技選手）
- 竹谷富士雄 - （画家）
- 日影眩 - （画家）
- 佐藤廣士 - （切り絵作家）
- 千野共美 - （前衛いけばな作家、華道家）

#### イラスト・デザイン
- 宮本英治 - （テキスタイルデザイナー・織物職人、文化ファッション大学院大学教授）
- 井上コトリ - （イラストレーター、児童文学作家）
- 押金美和 - （イラストレーター、デザイナー）
- 沢野ひとし - （イラストレーター）
- なかだえり - （イラストレーター）
- 吉田潮 - （イラストレーター）
- 太刀川英輔 - （デザイナー）
- 粟津潔 - （グラフィックデザイナー、紫綬褒章受章）
- 五十川健一 - （グラフィックデザイナー、グッドデザイン賞2009受賞）
- 山口真人 - （グラフィックデザイナー、映像作家）
- 北舘洋一郎 - （クリエイティブディレクター、デザイナー、NBAライター）
- 鈴木將義 - （マルチメディアクリエイター）
- 藤井文彦 - （インテリアデザイナー）
- 鈴木曜 - （GREAT WORKS TOKYO KK代表取締役社長、シニア・ストラテジック・プランナー）

#### 古典芸能
- 中村芝翫 (7代目) - （歌舞伎役者、人間国宝、法政大学商業学校卒）
- 浅見真州 - （能楽家、紫綬褒章受章）
- 中村京蔵 - （歌舞伎役者、重要無形文化財）
- 宝生弥一 - （能楽師、人間国宝）
- 田邊恭資 - （能楽師、小鼓方大倉流）
- 中山義夫 - （民俗舞踊家、民俗舞踊の第一人者）
- 武内正夫 - （舞踊家、舞踊芸術賞・舞踊功労賞）
- 金原亭伯楽 - （落語家、芸術祭賞演芸部門優秀賞受賞）
- 桂喜丸 - （落語家）
- 古今亭ぎん志 - （落語家）
- 三遊亭萬橘 - （落語家）
- 瀧川鯉八 - （落語家）
- 柳亭金車 - （落語家）
- 初音家左橋 - （落語家）
- 春風亭かけ橋 - （落語家）
- 一龍斎貞丈 - （講談師、元講談協会会長）
- 澤登翠 - （弁士、芸術祭賞受賞）

#### 将棋・囲碁
- 金井恒太 - （将棋棋士）
- 中倉彰子 - （将棋女流棋士）
- 野原未蘭 - （将棋女流棋士）

#### 伝統芸能
- 近藤高弘 - （陶芸家）
- 田上帯雨 - （書家、全日本書芸文化院名誉代表）
- 藤山大樹 - （手妻師・マジシャン）

### 製作

#### 映画・脚本
- 安藤光造 - （映画監督、脚本家、プロデューサー）
- 井土紀州 - （映画監督、脚本家、『Left Alone』、『ワラライフ!!』、『私立探偵　濱マイク 』、『MOON CHILD 』等多数）
- 池田博穂 - （映画監督、脚本家、『マタギ』、『オーロラの下で』等多数）
- 大木淳吉 - （映画監督、ウルトラシリーズ特撮監督、『ウルトラマン』、『ウルトラセブン』、『帰ってきたウルトラマン』、『ウルトラマンタロウ』、『ウルトラマンレオ』、『怪奇大作戦』等多数）
- 小沼雄一 - （映画監督、『チャンスコール』で今村昌平賞受賞）
- 鎌田義孝 - （映画監督、『YUMENO』）
- 小中肇 - （映画監督、東映監督、『爆竜戦隊アバレンジャー』、『忍風戦隊ハリケンジャー』、『星獣戦隊ギンガマン』、『救急戦隊ゴーゴーファイブ』等多数）
- 小森白 - （映画監督、脚本家、映画プロデューサー、『激闘の地平線』、『日本ロマンス旅行』等多数、東京興映創立者・社長）
- 佐々木康 - （映画監督、『銭形平次』、日本アカデミー賞会長特別賞受賞）
- 杉本信昭 - （映画監督）
- 鈴木桃作 - （映画監督、脚本家、『河豚綺譚』）
- 園子温 - （映画監督、脚本家、『紀子の食卓』、『愛のむきだし』、『冷たい熱帯魚』等多数、ぴあフィルムフェスティバルグランプリ受賞）
- 堤幸彦 - （映画監督、『ケイゾク』、『池袋ウエストゲートパーク』、『20世紀少年』、『TRICK』、『SPEC』等多数）
- 中江功 - （映画監督、フジテレビディレクター、『冷静と情熱のあいだ』）
- 益子昌一 - （映画監督、脚本家、『さまよう刃』）
- 真利子哲也 - （映画監督、『イエローキッド』、『NINIFUNI』）
- 三上良二 - （映画監督、脚本家、『真田十勇士』）
- 村上正典 - （映画監督、演出家、『電車男』）
- 溝口稔 - （映画監督、脚本家、演出家、『イタズラなKiss』）
- 三輪彰 - （映画監督、脚本家、『マキちゃん日記』、『海は燃えていた』）
- 安井豊作 - （映画監督、映画美学校の初代事務局長）
- 湯浅憲明 - （映画監督、大怪獣ガメラシリーズ監督、『大怪獣ガメラ』、『大怪獣決闘 ガメラ対バルゴン』、『宇宙怪獣ガメラ』、『あゝ陸軍隼戦闘隊』等多数）
- 吉野竜平 - （映画監督、脚本家、『君は永遠にそいつらより若い』、『ミゾロギミツキを探して』）
- 小林利雄 - （テレビ映画製作者、『月光仮面』）
- 西岡善信 - （美術監督、『鬼龍院花子の生涯』、『瀬戸内少年野球団』、『最後の忠臣蔵』等多数、紫綬褒章、勲四等旭日小綬章）
- 伊東恒久 - （脚本家、『あしたのジョー』、『巨人の星』、『フランダースの犬 』、『機動戦士ガンダムF91』、『ど根性ガエル』、『それいけ!アンパンマン』等多数）
- 十川誠志 - （脚本家、『交渉人 真下正義』、『逃亡者 木島丈一郎』、『HUNTER×HUNTER』、『フルメタル・パニック!』、『BLEACH』、『ポケットモンスター アドバンスジェネレーション』等多数）
- 花田十輝 - （脚本家、『STEINS;GATE』、『日常』、『中二病でも恋がしたい！』、『ラブライブ!』、『とある科学の超電磁砲S』、『Fate/stay night』等多数）
- 政池洋佑 - （脚本家、構成作家、『ミリオンジョー』、『晩酌の流儀』等多数）
- 宮本勇人 - （脚本家、舞台演出家、『VIVANT』、『君に届け』、『高嶺のハナさん』）
- 山田隆司 - （脚本家、『犬夜叉』、『しおんの王』、『ハートキャッチプリキュア!』、『ドラえもん』等多数）
- 山田英樹 - （脚本家、『紙谷悦子の青春』、『夢のまにまに』）
- 山本優 - （脚本家、『タイムボカン』、『ヤッターマン』、『うる星やつら』等多数）
- 吉田玲子 - （脚本家、『猫の恩返し』、『映画 聲の形』、『カレイドスター』、『けいおん!』、『ガールズ&パンツァー』、『ドラゴンボールZ』等多数）

#### 構成・演出
- 池田一之 - （構成作家、『天才・たけしの元気が出るテレビ!!』、『伊東家の食卓』）
- 峯一雄 - （構成作家、放送作家集団カンケリクラブ社長、『トップランナー』、『迷宮美術館』等多数）
- 西川信廣 - （舞台演出家、日本劇団協議会会長、『マイ・フェア・レディ』、『十二人の怒れる男たち』等多数）
- 植竹公和 - （放送作家、作詞家、作曲家、『1億人の大質問!?笑ってコラえて!』、『ミュージックステーション』、『はなまるマーケット』等多数）
- 高橋洋二 - （放送作家、『サンデージャポン』、『太田光の私が総理大臣になったら…秘書田中。』等多数）
- 萩原津年武 - （放送作家、株式会社トマホーク代表取締役、『ズームイン!!朝!』、『平凡 歌のバースデーショー』、『土曜スペシャル』、『徳光和夫のTVフォーラム』等多数）
- 大垣肇 - （劇作家、『幸運の黄金の矢』、『時はわれに辛かりき』）
- 本田孝義 - （ドキュメンタリー作家、『ニュータウン物語』）
- 川内彩友美 - （プロデューサー、愛企画センター代表取締役会長、まんが日本昔ばなし製作者）
- 児玉英水 - （舞台プロデューサー）
- 田林憲治 - （映画プロデューサー、株式会社NKTエンターテイメント筆頭取締役、『黄金を抱いて翔べ』）
- 町田有也 - （映画プロデューサー、『未来のミライ』、『竜とそばかすの姫』）
- 吉岡文平 - （映画プロデューサー、スピリチュアル・ムービーズ代表）
- 石原真 - （NHKチーフプロデューサー、『NHK紅白歌合戦』プロデューサー、『天才てれびくんMAX』）
- 浦清英 - （音楽プロデューサー）
- 原田力男 - （音楽プロデューサー、ピアノ調律師）
- 青木良英 - （テレビディレクター、『24時間テレビ』）
- 東富貴 - （テレビディレクター、『報道ステーション』、『情報ライブ ミヤネ屋』）
- 林春生 - （テレビディレクター、作詞家、『ザ・ヒットパレード』、『ミュージックフェア』）
- 三谷三四郎 - （テレビディレクター、YouTuber『街録ch〜あなたの人生、教えて下さい〜』、『マツコの知らない世界』、『笑っていいとも!』）
- 成田洋一 - （CMディレクター）
- 生江龍太郎 - （ラジオディレクター、『いきものがかり吉岡聖恵のオールナイトニッポン』、『くりぃむしちゅーのオールナイトニッポン』）
- 弦巻裕 - （録音技師、日本映画大学教授、第37回日本アカデミー賞優秀録音賞受賞）
- 李英美 - （編集技師）
- 高橋和博 - （撮影技師、映写技師、スピリチュアル・ムービーズ所属）
- 篠田直哉 - （名古屋テレビ放送ディレクター）

### サブカルチャー

#### 漫画
- 荒井清和 - （漫画家、イラストレーター、『べーしっ君』）
- 泉昭二 - （漫画家、日本漫画家協会賞優秀賞受賞）
- 大沢俊太郎 - （漫画家、『DIVER-組対潜入班-』）
- 小沢かな -（漫画家、『ブルーサーマル -青凪大学体育会航空部-』）
- 久住昌之 - （漫画家、漫画原作者、エッセイスト、『孤独のグルメ』、『花のズボラ飯』）
- 斉藤富士夫 - （漫画家）
- 白六郎 - （漫画家）
- 高須れいじ - （漫画家）
- 高野よしてる - （漫画家）
- 内藤泰弘 - （漫画家、『トライガン・マキシマム』で星雲賞を受賞）
- ながいのりあき - （漫画家）
- 永野のりこ - （漫画家、『みすて♡ないでデイジー』）
- 榛野なな恵 - （漫画家、『Papa told me』で第35回小学館漫画賞を受賞）
- ひぐちアサ - （漫画家、『おおきく振りかぶって』で第10回手塚治虫文化賞、第31回講談社漫画賞を受賞）
- 筆吉純一郎 - （漫画家、イラストレーター）
- ほりのぶゆき - （漫画家）
- 山本英夫 - （漫画家、ちばてつや賞受賞）

#### アニメ・ゲーム
- 出﨑哲 - （アニメーション監督、映画「11人いる!」、「うる星やつら 完結篇」）
- 高松信司 - （アニメーション監督、「勇者シリーズ」、「銀魂」、「宙のまにまに」、「劇場版 銀魂 新訳紅桜篇」、「男子高校生の日常」）※中退
- まんきゅう - （アニメーション監督、キャラクター映像作家）
- 伊藤叡 - （アニメーション制作会社虫プロダクション代表取締役）
- 奥野敏聡 - （アニメーション制作会社オー・エル・エム代表取締役）
- 丸山正雄 - （アニメーション制作会社マッドハウス創立者、元マッドハウス代表取締役、現MAPPA代表）
- 松野泰己 - （ゲームクリエイター、『オウガバトルシリーズ』や『イヴァリースシリーズ』など、SRPG作品を中心に制作）
- 鈴井匡伸 - （ゲームクリエイター、インディーズゼロ代表取締役）
- 一柳宏之 - （ゲームクリエイター、『エースコンバットシリーズ』プロデューサー）
- 浅尾祥正 - （ゲームクリエイター）
- 菅野ひろゆき - （ゲームデザイナー、シナリオライター、株式会社アーベル創業者）

#### サブカル一般
- 宅八郎 - （オタク評論家）
- ナンシー関 - （版画作家）
- 糸井重里 - （文学部中退、コピーライター、エッセイスト、ほぼ日主宰）
- 弓削徹 - （経営コンサルタント、著作家、コピーライター、日本工業大学大学院技術経営研究科教授、セミナー講師）
- 勝浦雅彦- （電通コピーライター、ボアソナード・タワー名称考案者）
- 永江朗 - （ライター、『<不良>のための文章術 』 NHKブックス）
- 石丸元章 - （ジャーナリスト、作家）
- 亀井肇 - （新語アナリスト、現代用語の基礎知識元編集長）
- おたっきぃ佐々木 - （文化放送パーソナリティー）
- しんのすけ - （パチスロ関連ライター）
- 川口克己 - （モデラー、バンダイ社員）
- 住正徳 - （社長ライター『ロマンの木曜日』 著者、株式会社デジタルビイム代表）
- 韮澤潤一郎 - （UFO研究家・超常現象研究家、たま出版社長）
- 松本哉 - （左翼活動家、著書に『貧乏人の逆襲！ タダで生きる方法』）
- 北尾トロ - （フリーライター）
- 深澤岳大 - （元クイズ作家）
- 植田英樹 - （鳥取とうふちくわ研究者）
- 桜井康雄 - （プロレス評論家）
- 五十六謀星もっちぃ - （占い師）

### ジャーナリズム

#### ジャーナリスト
- 相川博 - （雑誌記者・編集者、横浜事件の当事者の一人）
- 太田四洲 - （野球記者の草分け的存在、雑誌『運動界』を主宰、昭和47年野球殿堂入り）
- 成田理助 - （野球評論家、全日本軟式野球連盟常任理事、東京六大学野球技術顧問）
- 江藤正修 - （ジャーナリスト、社会運動家）
- 岡留安則 - （元「噂の真相」編集長）
- 恩田勝亘 - （フリージャーナリスト、『福島原発 現場監督の遺言』等）
- 小野康人 - （『改造』編集人、横浜事件の当事者の一人）
- 久田将義 - （『実話ナックルズ』発行人）
- 橋田信介 - （ジャーナリスト、報道写真家、戦場カメラマン）
- 佐藤健 - （元毎日新聞専門編集委員、第3回石橋湛山記念早稲田ジャーナリズム大賞受賞）
- 吉田鈴香 - （ジャーナリスト）
- 沢田猛 - （ジャーナリスト）
- 高田昌幸 - （ジャーナリスト、新聞協会賞、日本ジャーナリスト会議奨励賞、菊池寛賞、新聞労連ジャーナリスト大賞受賞）
- 伊藤裕作 - （作家、風俗ライター）
- 吉田潮 - （ライター）
- 谷本真由美 - （ライター、情報通信コンサルタント）
- 遠藤盛章 - （映像ジャーナリスト）
- 梨元勝 - （芸能レポーター、元函館大学商学部客員教授）
- 井上和彦 - （軍事ジャーナリスト）
- 金子達仁 - （スポーツジャーナリスト、ノンフィクション作家、『28年目のハーフタイム』でミズノスポーツライター賞受賞）
- 増田明美 - （スポーツジャーナリスト・通教中退）
- 戸塚啓 - （スポーツジャーナリスト）
- 石田雅彦 (作家) - （作家・ジャーナリスト）
- 虎井まさ衛 - （作家・『FTM日本』発行人）
- 鈴木美潮 - （中退・読売新聞政治部記者）
- 山岡俊介 - （ジャーナリスト）
- 野口恒 - （ジャーナリスト、経済評論家）
- 遠藤哲夫 - （著述家、フリーライター）
- 湯川博士 - （フリーライター、「将棋ペンクラブ大賞」文芸部門受賞）
- 後藤健二 - （ジャーナリスト、『ダイヤモンドより平和がほしい』で産経児童出版文化賞受賞）
- 丸山実 - （ジャーナリスト、『現代の眼』・『新雑誌X』編集長）
- 飯田清悦郎 - （フリージャーナリスト）
- 若田部遥 - （フジテレビ記者）
- 花井伸夫 - （ジャーナリスト、演劇評論家、元スポーツニッポン東京本社文化社会部編集委員）

#### アナウンサー

##### キー局・準キー局
- 伊原弘将 - （NHKアナウンサー）
- 大嶋貴志 - （NHKアナウンサー）
- 大槻隆行 - （NHKアナウンサー）
- 神谷一鷹 - （NHKアナウンサー）
- 小松宏司 - （NHKアナウンサー）
- 小山凌 - （NHKアナウンサー）
- 是永千恵 - （NHKアナウンサー）
- 佐々木智一 - （NHKアナウンサー）
- 佐藤俊吉 - （NHKアナウンサー）
- 鈴木健一 - （NHKアナウンサー）
- 鈴木奈穂子 - （NHKアナウンサー）
- 鈴木遥 - （NHKアナウンサー）
- 瀬田宙大 - （NHKアナウンサー）
- 瀬戸光 - （NHKアナウンサー）
- 田所拓也 - （NHKアナウンサー）
- 千葉美乃梨 - （NHKアナウンサー）
- 戸﨑悠斗 - （NHKアナウンサー）
- 古野晶子 - （NHKアナウンサー）
- 森田哲意 - （NHKアナウンサー）
- 吉田真人 - （NHKアナウンサー）
- 平松修造 - （日本テレビアナウンサー）
- 水越毅郎 - （日本テレビアナウンサー）
- 宇賀神メグ - （TBSアナウンサー、元タレント）
- 品田亮太 - （TBSアナウンサー）
- 蓮見孝之 - （TBSアナウンサー）
- 渡部峻 - （TBSアナウンサー）
- 川野良子 - （フジテレビアナウンサー、元ニッポン放送）
- 木村拓也 - （フジテレビアナウンサー）
- 黒瀬翔生 - （フジテレビアナウンサー）
- 竹下陽平 - （フジテレビアナウンサー）
- 谷岡慎一 - （フジテレビアナウンサー）
- 原田葵 - （フジテレビアナウンサー、元欅坂46）
- 池谷麻依 - （テレビ朝日アナウンサー）
- 菅原知弘 - （テレビ朝日アナウンサー）
- 三谷紬 - （テレビ朝日アナウンサー）
- 森山みなみ - （テレビ朝日アナウンサー）
- 島田弘久 - （テレビ東京アナウンサー）
- 田口尚平 - （テレビ東京アナウンサー）
- 原田修佑 - （テレビ東京アナウンサー）
- 大村浩士 - （毎日放送アナウンサー）
- 川地洋平 - （毎日放送アナウンサー）
- 中野広大 - （毎日放送アナウンサー）
- 藤林温子 - （毎日放送アナウンサー）
- 大橋雄介 - （関西テレビアナウンサー）
- 加藤明子 - （朝日放送アナウンサー）
- 川島壮雄 - （関西テレビアナウンサー）
- 平野康太郎 - （朝日放送アナウンサー）
- 山本隆弥 - （読売テレビアナウンサー）
- 篠田愛純 - （東海テレビアナウンサー）
- 松原朋美 - （中京テレビアナウンサー）
- 小松﨑花菜 - （名古屋テレビアナウンサー）
- 佐藤裕二 - （名古屋テレビアナウンサー）
- 堂野浩久 - （名古屋テレビアナウンサー）
- 永岡歩 - （中部日本放送アナウンサー）
- 西村俊仁 - （中部日本放送アナウンサー）

##### フリー・元アナウンサー・気象予報士
- 赤平大 - （フリーアナウンサー、元テレビ東京アナウンサー）
- 雨宮萌果 - （フリーアナウンサー、元NHKアナウンサー）
- 有沢義之 - （元茨城放送・北日本放送アナウンサー）
- 家森幸子 - （フリーアナウンサー、元テレビ東京アナウンサー）
- 生島ヒロシ - （フリーアナウンサー、キャスター、元TBSアナウンサー、中退）
- 石河循一 - （元NHKアナウンサー）
- 石原敬士 - （フリーアナウンサー、元テレビ新広島アナウンサー）
- 板谷学 - （元中京テレビアナウンサー）
- 伊藤麻衣 - （気象予報士)
- 伊藤由美子 - （元テレビ静岡アナウンサー）
- 伊藤里絵 - （フリーアナウンサー、元テレビ新広島アナウンサー）
- 今井由実子 - （元東海テレビアナウンサー）
- 岩下方彦 - （元ニッポン放送アナウンサー）
- 薄井しお里 - （フリーアナウンサー、東北放送アナウンサー）
- 内山久美子 - （フリーアナウンサー、元テレビ静岡アナウンサー）
- 宇野和男 - （元ラジオたんぱアナウンサー）
- 大岡千嘉子 - （元九州朝日放送アナウンサー、法政大学大学院経済学研究科修了）
- 太田景子 - （気象予報士）
- 大竹佐知 - （元テレビ東京アナウンサー）
- 大村正樹 - （フリーアナウンサー、元鹿児島放送アナウンサー）
- 落合美穂 - （フリーアナウンサー、元札幌テレビアナウンサー）
- 風戸直子 - （フリーアナウンサー、元テレビ熊本アナウンサー）
- 風見雅章 - （NHK放送研修センター・日本語センター専属アナウンサー）
- 加藤明美 - （元日本テレビアナウンサー）
- 加藤歩 - （元名古屋テレビアナウンサー）
- 金親顕男 - （元新潟放送アナウンサー）
- 片平敦 - （関西テレビ気象予報士）
- 川合千里 - （フリーアナウンサー、元NHK静岡放送局キャスター、元静岡第一テレビアナウンサー）
- 川上政行 - （フリーアナウンサー、元TVQ九州放送アナウンサー）
- 川口まゆ - （電気興業社員、元三重テレビアナウンサー）
- 菊地舞美 - （フリーアナウンサー、元東北放送アナウンサー）
- 菊池優 - （元西日本放送→テレビ愛知アナウンサー）
- 木村知義 - （元NHKアナウンサー、多摩大学経営情報学部非常勤講師）
- 工藤健太 - （元テレビ大分アナウンサー）
- 久野静香 - （フリーアナウンサー、元日本テレビアナウンサー）
- 久保田修平 - （元北陸放送アナウンサー）
- 熊田克隆 - （元ラジオ岐阜、中京テレビアナウンサー・ニュースキャスター）
- 黒田多加恵 - （元テレビ東京アナウンサー、現在は広報部社員）
- 黒田直樹 - （元東北放送アナウンサー）
- 黒田菜月 - （フリーアナウンサー、気象予報士）
- 黒塚まや - （フリーアナウンサー、元テレビ山梨アナウンサー）
- 幸坂理加 - （フリーアナウンサー、元秋田放送アナウンサー）
- 小島奈津子 - （フリーアナウンサー、元フジテレビアナウンサー）
- 斉藤修 - （元山形放送アナウンサー）
- 酒井広 - （フリーアナウンサー、元NHKアナウンサー）
- 坂本洋子 - （フリーアナウンサー、元福島放送、静岡第一テレビアナウンサー）
- 漣彰人 - （元北海道テレビアナウンサー）
- 佐藤征一 - （フリーアナウンサー、元テレビ西日本アナウンサー）
- 佐藤春雄 - （元秋田放送アナウンサー）
- 佐藤幹朗 - （元中部日本放送アナウンサー）
- 佐貫洋一 - （元福島中央テレビアナウンサー）
- 沢えりか - （フリーアナウンサー）
- 澤木麻弥 - （フリーアナウンサー、元北日本放送アナウンサー）
- 柴田将平 - （Eスポーツ実況アナウンサー、元静岡第一テレビアナウンサー）
- 柴本愛沙 - （フリーアナウンサー、気象予報士）
- 柴山光由 - （元仙台放送アナウンサー）
- 白井静雄 - （元文化放送アナウンサー）
- 鈴木康子 - （フリーアナウンサー、元静岡放送アナウンサー、元NHKアナウンサー）
- 角令子 - （元NHK岐阜放送局キャスター）
- 関戸めぐみ - （フリーアナウンサー、元フジテレビアナウンサー）
- 関根和歌香 - （元東海テレビアナウンサー）
- 瀬戸加容子 - （フリーアナウンサー、元NHK徳島放送局キャスター）
- 相馬宏男 - （元NHKアナウンサー）
- 染谷恵二 - （フリーアナウンサー、元ラジオ日本編成局チーフアナウンサー）
- 高木圭二郎 - （フリーアナウンサー、元茨城放送アナウンサー・ディレクター・報道記者）
- 高橋香純 - （ミヤギテレビ専属気象予報士）
- 高橋茉奈 - （フリーアナウンサー、元静岡エフエム放送アナウンサー）
- 竹野康治郎 - （元朝日放送アナウンサー）
- 舘谷春香 - （フリーアナウンサー、元NHK富山→元NHK名古屋キャスター→元文化放送アナウンサー）
- 田中御早希 - （フリーアナウンサー、元テレビ愛媛アナウンサー）
- 田中良幸 - （フリーアナウンサー、元新潟総合テレビアナウンサー）
- 谷あさこ - （フリーアナウンサー）
- 田野辺実鈴 - （フリーアナウンサー、元東京MXテレビアナウンサー）
- 千綿舞子 - （フリーアナウンサー）
- 角田美保 - （フリーアナウンサー、元中部日本放送アナウンサー）
- 登坂淳一 - （フリーアナウンサー、元NHKアナウンサー）
- 戸谷勇斗 - （フリーアナウンサー、元愛媛朝日テレビアナウンサー）
- 戸田山貴美 - （フリーアナウンサー、長野放送アナウンサー）
- 内藤聡子 - （フリーアナウンサー、気象予報士）
- 那須洋子 - （フリーアナウンサー、元静岡第一テレビアナウンサー）
- 新田朝子 - （フリーアナウンサー、元NHKアナウンサー）
- 根岸紀子 - （元ニッポン放送アナウンサー）
- 野村華苗 - （元テレビ朝日アナウンサー）
- 野村明弘 - （フリーアナウンサー、スカパー!実況アナウンサーではエース格）
- 羽佐間正雄 - （スポーツアナウンサー、元NHKアナウンサー）
- 波多江良一 - （フリーアナウンサー、元富山テレビ→元群馬テレビ→元テレビ埼玉アナウンサー）
- 原香緒里 - （フリーアナウンサー、山梨放送アナウンサー）
- 春山恵理 - （フリーアナウンサー、元NHK秋田放送局キャスター→元岩手めんこいテレビ→元テレビ長崎→元テレビ西日本アナウンサー）
- 平岩康佑 - （フリーアナウンサー、元朝日放送アナウンサー）
- 広瀬伸一 - （元ラジオたんぱアナウンサー）
- 藤倉修一 - （元NHKアナウンサー、第1回紅白歌合戦白組司会者）
- 藤田恒美 - （元TBSアナウンサー）
- 藤田智彦 - （元秋田テレビアナウンサー）
- 保坂正紀 - （元テレビ朝日アナウンサー）
- 堀井美香 - （フリーアナウンサー、元TBSアナウンサー）
- 丸井汐里 - （フリーアナウンサー、元NHK福島放送局→NHK広島放送局キャスター）
- 村上なつみ - （気象予報士、news zeroお天気コーナー担当）
- 村山直之 - （フリーアナウンサー、元群馬テレビアナウンサー）
- 本山友理 - （フリーアナウンサー、リポーター）
- 森和彦 - （元富山テレビアナウンサー）
- 諸永彰子 - （フリーアナウンサー）
- 八塩圭子 - （フリーアナウンサー、法政大学大学院修了、元テレビ東京アナウンサー）
- 矢萩尚太郎 - （フリーアナウンサー、元北海道放送アナウンサー）
- 山下俊文 - （元NHKアナウンサー、元日本語センター長）
- 山田誠浩 - （フリーアナウンサー、元NHKアナウンサー）
- 山元香里 - （フリーアナウンサー、元福島テレビアナウンサー）
- 横舘英雄 - （岩手朝日テレビ取締役、元テレビ朝日アナウンサー）
- 若林健治 - （フリーアナウンサー、元日本テレビアナウンサー、法政大学アナウンス研究会設立）
- 渡辺剛夫 - （元ラジオ大阪アナウンサー）

##### 地方局
- 田村英一 - （北海道放送アナウンサー）
- 堀啓知 - （北海道放送アナウンサー）
- 山内要一 - （北海道放送アナウンサー）
- 水野悠希 - （北海道文化放送アナウンサー、法政大学大学院修了）
- 八木隆太郎 - （北海道文化放送アナウンサー）
- 石野智子 - （北海道文化放送アナウンサー）
- 岡崎和久 - （札幌テレビアナウンサー）
- 千秋幸雄 - （札幌テレビアナウンサー）
- 油野純帆 - （札幌テレビアナウンサー）
- 佐藤宏樹 - （札幌テレビアナウンサー）
- 佐藤良諭 - （北海道テレビアナウンサー）
- 森本優 - （エフエム北海道アナウンサー）
- 鈴木遥 - （NHK旭川放送局アナウンサー）
- 是永千恵 - （NHK札幌放送局アナウンサー）
- 青山英次 - （青森放送アナウンサー）
- 井関裕貴 - （秋田放送アナウンサー、元あいテレビ）
- 賀内隆弘 - （秋田放送アナウンサー）
- 加藤隆弘 - （秋田放送アナウンサー）
- 熊坂良 - （元秋田テレビアナウンサー、退社後静岡放送記者）
- 菊池幸見 - （IBC岩手放送アナウンサー）
- 鎌田理奈 - （IBC岩手放送アナウンサー）
- 大嶋貴志 - （NHK盛岡放送局アナウンサー）
- 千田剛裕 - （岩手めんこいテレビアナウンサー）
- 市橋里音奈 - （岩手朝日テレビアナウンサー）
- 浅見博幸 - （仙台放送アナウンサー）
- 金澤聡 - （仙台放送アナウンサー）
- 伊藤拓 - （宮城テレビ放送アナウンサー）
- 大井健郎 - （東北放送アナウンサー）
- 小坂憲央 - （山形放送アナウンサー）
- 山本浩一 - （山形放送アナウンサー）
- 山川麻衣子 - （山形放送アナウンサー）
- 遠藤敦子 - （さくらんぼテレビアナウンサー）
- 重松沙恵 - （さくらんぼテレビアナウンサー）
- 千田淳一 - （福島テレビアナウンサー）
- 古賀ひかる - （福島テレビアナウンサー）
- 松山理穂 - （福島テレビアナウンサー）
- 須賀宣之 - （福島中央テレビアナウンサー）
- 池田速人 - （福島放送アナウンサー）
- 千原礼子 - （福島放送アナウンサー）
- 山崎聡子 - （福島放送アナウンサー）
- 大場寿子 - （ラジオ福島アナウンサー）
- 深野健司 - （ラジオ福島アナウンサー）
- 中村幹男 - （テレビユー福島元アナウンサー、社員）
- 柳田純司 - （テレビ神奈川記者、元テレビ山口アナウンサー）
- 小松千絵 - （山梨放送アナウンサー）
- 酒井康宜 - （山梨放送アナウンサー）
- 小嶋優 - （テレビ山梨アナウンサー）
- 永野絵理佳 - （テレビ山梨アナウンサー）
- 早川英治 - （長野放送アナウンサー）
- 中野希友未 - （長野朝日放送アナウンサー）
- 工藤淳之介 - （新潟放送アナウンサー、元岩手めんこいテレビアナウンサー）
- 麦島侑 - （新潟放送アナウンサー）
- 廣川明美 - （新潟総合テレビアナウンサー）
- 大平真理子 -  (テレビ新潟アナウンサー)
- 鈴木英門 - （テレビ新潟アナウンサー）
- 田巻佑規子  - (テレビ新潟アナウンサー・元長野放送)
- 大角怜司 - （新潟テレビ21アナウンサー）
- 小山裕久 - （新潟テレビ21アナウンサー）
- 岡拓哉 - （新潟テレビ21アナウンサー）
- 尾川知輝 - （富山テレビアナウンサー）
- 寺崎裕彦 - （富山テレビアナウンサー）
- 田島悠紀子 - （富山エフエム放送アナウンサー）
- 大木浩司 - （NHK富山放送局アナウンサー）
- 木下一哉 - （北日本放送アナウンサー）
- 横島繭子 - （北日本放送アナウンサー）
- 平見夕紀 - （テレビ金沢アナウンサー）
- 松土美智子 - （テレビ金沢キャスター・元新潟テレビ21）
- 名越涼子 - （福井テレビアナウンサー）
- 大島さやか - （福井放送アナウンサー）
- 佐藤正幸 - （福井放送アナウンサー）
- 小澤瞳 - （静岡第一テレビアナウンサー）
- 古川興二 - （元静岡朝日テレビアナウンサー）
- 杉本真子 - （静岡放送アナウンサー）
- 吉田幸真 - （静岡放送アナウンサー）
- 藤村直己 - （広島テレビアナウンサー）
- 廣瀬隼也 - （広島ホームテレビアナウンサー）
- 吉弘翔 - （広島ホームテレビアナウンサー）
- 岡本愛衣 - （広島ホームテレビアナウンサー）
- 吉田千尋 - （中国放送アナウンサー）
- 小宅世人 - （RCC中国放送アナウンサー）
- 千神彩花 - （RSK山陽放送アナウンサー）
- 村尾莉采 - （日本海テレビアナウンサー）
- 香川純也 - （テレビ山口アナウンサー）
- 関谷名加 - （テレビ山口アナウンサー）
- 大東和華子 - (テレビ山口アナウンサー)
- 岡本和夫 - （四国放送アナウンサー）
- 戸谷光 - （四国放送アナウンサー）
- 丸山修 - （高知放送アナウンサー）
- 河内真 - （高知放送アナウンサー）
- 久保田浩史 - （高知放送アナウンサー）
- 高橋龍介 - （高知放送アナウンサー）
- 石田浩子 -   (高知さんさんテレビアナウンサー)
- 豊原慎二 - （福岡放送アナウンサー　元ザスパ草津サッカー選手→引退後に法政大学→北海道放送アナウンサー）
- 浜崎正樹 - （福岡放送アナウンサー）
- 松井礼明 - （福岡放送アナウンサー）
- 秋山仁志 - （九州朝日放送アナウンサー）
- 松下由依 - （九州朝日放送アナウンサー）
- 中島愛 - （エフエム福岡アナウンサー）
- 櫻井譲士 - （TVQ九州放送アナウンサー、元鹿児島放送）
- 吉井誠 - （テレビ長崎アナウンサー）
- 眞方富美子 - （長崎文化放送アナウンサー）
- 藤村晃輝 - （テレビ大分アナウンサー）
- 荒木恒竹 - （元テレビ熊本アナウンサー）
- 沖村孝祐 - （熊本放送アナウンサー）
- 上枝一樹 - （鹿児島テレビアナウンサー）
- 岡本善久 - （鹿児島読売テレビアナウンサー）
- 服部友一 - （鹿児島読売テレビアナウンサー）
- 岡田祐介 - （南日本放送アナウンサー）
- 小園秀汰 -   (南日本放送アナウンサー）
- 菅谷朋代 - （南日本放送アナウンサー）
- 大城良太 - （沖縄テレビ放送アナウンサー）
- 金城わか菜 - （沖縄テレビ放送アナウンサー）
- 古川貴裕 - （沖縄テレビ放送アナウンサー）
- 片野達朗 - （琉球放送アナウンサー）
- 仲田紀久子 - （琉球放送アナウンサー）

### 芸能

#### 俳優・声優・モデル
- 十朱久雄 - （俳優、経済学部卒、娘は女優の十朱幸代、代表作は『東京物語』）
- 松村達雄 - （俳優、経済学部卒、代表作は『男はつらいよ』、『どですかでん』、『まあだだよ』）
- 根上淳 - （俳優、経済学部卒、代表作は『暴力の街』、『稲妻』、『八月十五夜の茶屋』）
- 伊達正三郎 - （俳優、新東宝映画末期の主演級スター）
- 関敬六 - （俳優、芸術祭賞受賞、専門部卒）
- 三島雅夫 - （俳優、芸術祭賞受賞）
- 河原崎次郎 - （俳優、経済学部卒）
- 中野英治 - （俳優、法政大学野球部中退）
- 安藤昇 - （俳優 / 通称 元安藤組設立者）
- 月田一郎 - （俳優）
- 清川新吾 - （俳優）
- 伊藤久哉 - （俳優）
- 飯塚雅弓 - （女優、声優、法学部卒、代表作は『ポケットモンスター』のカスミ）
- 岸田森 - （俳優、声優、文学部中退）
- 三角八朗 - （俳優、文学部中退）
- 東根作寿英 - （俳優、社会学部卒）
- 誠直也 - （俳優、文学部卒、秘密戦隊ゴレンジャーの主演であるアカレンジャーを演じた）
- 竜崎勝 - （俳優、経営学部卒、長女はフジテレビアナウンサーの高島彩）
- 海部剛史 - （俳優、法学部卒）
- 星野知子 - （女優、社会学部卒、連続テレビ小説『なっちゃんの写真館』ヒロイン、『サザエさん』）
- 新克利 - （俳優、法学部中退）
- 村上弘明 - （俳優、法学部中退、スカイライダーでデビュー）
- 美木良介 - （俳優、社会学部卒）
- 今井雅之 - （俳優、文学部卒、日本アカデミー賞優秀助演男優賞）
- 内田良平 - （俳優、経済学部出身)
- 水島亮太郎 - （俳優）
- 南廣 - （ジャズ・ミュージシャン、俳優、工業専門学校中退）
- 大下哲矢 - （俳優）
- 三井恒 - （元俳優）
- 成川哲夫 - （俳優）
- 山本正明 - (俳優、中退）
- 小野田由紀子 - （女優、文学部卒）
- 麻生真宮子 - （元歌手、元女優）
- 渡航輝 - （モデル・俳優）
- 宮林大輔 - （俳優）
- 坂元亮介 - （俳優）（超電子バイオマンのレッドワンを演じた。）
- 峯村淳二 - （俳優）
- 原金太郎 - （俳優）
- 小浜正寛 - （俳優）
- 舟橋元 - （俳優）
- 北原奈々子 - （タレント）
- 為田真美 - （女優、タレント、モデル、経済学部卒）
- 肘井ミカ - （女優、経営学部卒）
- 菊池桃子 - （女優、タレント、第26回日本レコード大賞新人賞、日本レコードセールス大賞新人賞、エランドール賞新人賞受賞、大学院修了）
- 青山知可子 - （女優、文学部卒）
- 伊藤淳史 - （俳優、経営学部卒、『電車男』、『西遊記』、『チーム・バチスタの栄光』）
- 伊藤隆大 - （俳優、声優、伊藤淳史の実弟）
- 前田亜季 - （女優、国際文化学部卒、第24回日本アカデミー賞新人俳優賞受賞）
- 及川達郎 - （俳優、イラストレーター）
- 尾崎光洋 - （俳優、声優）
- 片岡五郎 - （俳優・経営コンサルタント）
- 篠塚勝 - （俳優）
- 小林博 - （俳優）
- 草野博紀 - （歌手・タレント・モデル、元ジャニーズ事務所所属、NEWSの元メンバー、キャリアデザイン学部中退）
- 安座間美優 - （ファッションモデル、キャリアデザイン学部卒）
- 浅木一華 - （モデル、文学部卒）
- 鷲尾春果 - （セントフォース所属、キャリアデザイン学部卒、『Miss of Miss Campus Queen Contest2007』でグランプリを受賞）
- 池田駿介 - （俳優）
- 幸野友之 - （俳優）
- 高野直子 - （声優、社会学部卒）
- 北川米彦 - （声優、青二塾東京校塾長、青二プロダクション創立メンバーの1人）
- 秋元羊介 - （声優、経済学部卒）
- 井上倫宏 - （俳優・声優）
- 佐々木るん - （声優）
- 岸本光正 - （声優）
- 佐々木勝彦 - （俳優・声優）
- 小高三良 - （俳優・声優）
- 奥田啓人 - （声優）
- 坂東尚樹 - （声優）
- 黒沢良 - （声優・ナレーター）
- 丸山詠二 -（声優、中退）
- むかい誠一 - （俳優・声優）
- 建蔵 - （俳優・声優・ナレーター）
- 落合弘治 - (俳優・声優、社会学部卒）
- 青木瑠璃子 - （声優）
- 鈴木明日香 - （女優・タレント、法学部卒）
- 安藤聖 - （タレント・国際文化学部卒）
- 田邊博崇 - （メンズノンノモデル、経済学部卒）
- 加藤幸子 - （モデル、経済学部出身）
- 中田あすみ - （タレント、キャリアデザイン学部卒）
- 蔵本敬充 - （モデル、法政大学野球部出身）
- 森豪士 - （モデル、法学部卒）
- 練木有美子 - （モデル、タレント、文学部卒）
- 成河 - （俳優、国際文化学部卒）
- 山内秀一 - (俳優、法学部卒)
- 蒼あんな - （タレント、経済学部卒）
- 中村美香 - （女優、モデル、経営学部卒）
- 岡本果奈美 - （タレント）
- 姫宮なぎさ - （タレント）
- 寺田ちひろ - （タレント、人間環境学部卒業）
- 大平真理子 - （女子大生キャスター、社会学部卒）
- 伊藤れいこ - （日テレジェニック2010、経営学部卒）
- 新井晴み - （女優、キャリアデザイン学部卒、連続テレビ小説『風見鶏』ヒロイン）
- 小林よう - （ファッションモデル）
- 春馬♨ゆかり - （タレント、モデル、女優）
- 菅原あさひ - （グラビアアイドル、女優）
- 真家瑠美子 - （女優）
- 猪野広樹 - （俳優、タレント、国際文化学部卒）
- Nonny - （モデル、タレント）
- 本山友理 - （モデル）
- 中江有里 - （女優、歌手、脚本家、通信教育課程文学部卒業、連続テレビ小説『走らんか!』ヒロイン）
- 高畑充希 - （女優、歌手、連続テレビ小説『とと姉ちゃん』ヒロイン、キャリアデザイン学部出身）
- 金光みり愛 - （アイドル、タレント、モデル）
- 一色洋平 - （俳優、中退）
- 菅野莉央 - （女優、人間環境学部卒）
- 黒沢ともよ - （女優、声優）
- 杉野遥亮 - （俳優、社会学部）
- 太田有美 - (女優、文学部卒）
- 矢野奨吾 - （俳優、声優）
- 新川千華 - （女優）
- 齋藤明里 - （女優、タレント）
- ロイ - （モデル、タレント、YouTuber、社会学部卒）
- 山田美紅羽 - （女優、社会学部在学中）
- 髙塚大夢 - (アイドル、声優)
- 上野聖太 - （俳優）

#### 歌手・ミュージシャン
- KAN - （歌手、『愛は勝つ』で第33回日本レコード大賞受賞、第42回NHK紅白歌合戦出場）
- エナポゥ - （ギタリスト、声優、ロリータ18号）
- 合田悟 - （ランクヘッド・ベース担当、経済学部卒業）
- ジャッキー吉川 - （歌手、ジャッキー吉川とブルーコメッツ、『ブルー・シャトウ』で第9回日本レコード大賞受賞）
- 長沢純 - （スリーファンキーズのリーダー、法学部）
- 庄野真代 - （歌手、代表曲は飛んでイスタンブール、第29回NHK紅白歌合戦出場、人間環境学部卒業）
- 三條正人 - （歌手、「旅路の人よ」で日本レコード大賞歌唱賞受賞、「君は心の妻だから」など大ヒットが続きNHK紅白歌合戦に6回連続出場）
- 田中星児 - （歌手、『ビューティフルサンデー』が大ヒット、第27回NHK紅白歌合戦出場、文学部卒業）
- Micro - （Def Tech、第56回NHK紅白歌合戦出場、国際文化学部卒業）
- みなみらんぼう - （シンガーソングライター、『山口さんちのツトム君』が150万枚以上のミリオンセラーを記録、社会学部卒業）
- 山田恭子 (藤本恭子） - （シンガーソングライター、文学部日本文学科卒業）
- 杉本真人 - （シンガーソングライター、第58回NHK紅白歌合戦出場、社会学部卒業）
- 甲本ヒロト - （ミュージシャン、ザ・クロマニヨンズのボーカリスト、元THE BLUE HEARTS、THE HIGH-LOWS等、経済学部出身）
- 美馬アンナ - （ボンボンブランコ・ボーカル担当、キャリアデザイン学部卒業）
- 山下穂尊 - （いきものがかり・ギター、ハーモニカ担当、社会学部卒業、第59回・第60回・第61回・第62回・第63回と5年連続でNHK紅白歌合戦出場）
- 加藤キーチ - （ミュージシャン、元SALLY、中退）
- 杉山洋介 - （ミュージシャン、元SALLY、中退）
- 秦基博 - （ミュージシャン）
- TEE - （ヒップホップ系シンガー、 『ベイビー・アイラブユー』でビルボードジャパン2010 最優秀新人賞受賞）
- YASU - （歌手）
- 吉野千代乃 - （歌手、文学部英文科卒）
- 永井みゆき - （演歌歌手、第34回日本レコード大賞最優秀新人賞受賞）
- 平賀貴大 - （作曲家、経済学部卒業）
- 佐藤龍一 - （シンガーソングライター、中退）
- DJ CELORY - （SOUL SCREAMメンバー、DJ）
- 片寄明人 - （ミュージシャン、GREAT3）
- 藤岡洋 - （ミュージシャン、音楽プロデューサー、作曲家、経済学部卒業）
- 石原富紀江 - （ガールズバンドの草分け的存在、ZELDAのギターリスト）
- 蝉時雨 - （ロックバンド）
- 外岡えりか - （歌手、女優、アイドリング!!!6号、キャリアデザイン学部卒）
- 小林直己 - （EXILEのパフォーマー、三代目 J SOUL BROTHERS from EXILE TRIBEのリーダー兼パフォーマー、第63回NHK紅白歌合戦出場、文学部出身）
- 岩岡徹 - （Da-iCEのパフォーマー、国際文化学部卒業）
- 東京カランコロン - （ロックバンド）
- ヤマジカズヒデ - （音楽家、ギタリスト、歌手、dip）
- 小川貴之 - （ロックバンドsumikaのキーボード、コーラス）
- 山本隆二 - （作編曲家）
- 早野薫 - （歌手、舞台女優、声優、元AKB48メンバー）
- SHO - （ラッパー、元アルペンスキー日本代表、YouTuber）

#### タレント・芸人
- 大熊啓誉 - （お笑いタレント シャカのボケ担当）
- 大森うたえもん - （コメディアン、元たけし軍団）
- 春風天兵 - （お笑いグループ天兵トリオのリーダー）
- 杉兵助 - （コメディアン、法学部中退）
- 世界のうめざわ - （お笑いタレント）
- 太田有美 - （タレント、文学部卒）
- 野咲たみこ - （元アイドル・タレント）
- 石田一松 - （タレント・演歌歌手・政治家）
- 東里 - （タレント、第25代ミス熱海梅の女王）
- 松元ヒロ - （パントマイマー）
- マギー裕基 - （マジシャン）
- 上床美智子 - (女優)
- 金原亭伯楽 - （落語家）
- 柳亭金車 - （落語家）
- 三遊亭萬橘 - （落語家）
- 脳みそ夫 - （お笑い芸人）
- 瀧川鯉八 - （落語家）
- 頼朝 - （社長、ボランティア団体『夜鳥の界』発起人、法学部卒）
- パーティ内山 - （お笑い芸人）
- 藤社優美 - （タレント、元アイドルグループSDN48のメンバー）
- 夜ふかしの会 - （お笑いコントユニット）
- 村上 - （お笑いタレント マヂカルラブリーのツッコミ担当）
- 木尾 陽平 - （お笑いタレント シンクロックのボケ担当）
- 東塚菜実子 - （タレント、元お笑い芸人でキンタロー。とコンビを組んでいた）
- 阿吾寿朗 - （漫才師、吉本新喜劇の役者）
- タックルながい。 - (吉本新喜劇座員、経済学部卒)
- 畑 雅文 - （元お笑い芸人）
- 長谷川嘉昭 - （元お笑いコンビギャグ・シンセサイザー、お笑いスター誕生!!金賞受賞）
- 松園洋 - （元お笑いコンビギャグ・シンセサイザー、お笑いスター誕生!!金賞受賞）
- レジェンド松下 - （実演販売士）
- 徳田浩至 - （お笑いコンビブリリアン、元法政大学アメフト部主将）
- 野々原さやね - （アイドルグループ、バクステ外神田一丁目のメンバー）
- 菊田竜大 - （お笑いトリオハナコのメンバー）
- レインマンズ - （お笑いコンビ）

### スポーツ

#### 野球

##### プロ野球選手
- 三嶋一輝
- 安田裕希（海外独立リーグ選手）
- 三上朋也
- 石田健大
- 西浦直亨
- 木下拓哉
- 若林晃弘
- 中山翔太
- 宇草孔基
- 福田光輝
- 鈴木昭汰
- 高田孝一
- 石川達也
- 山下輝
- 三浦銀二
- 岡田悠希
- 是澤涼輔
- 村上喬一朗
- 森田駿哉
- 篠木健太郎
- 山城航太郎

##### 野球殿堂
- 若林忠志 - （野球殿堂、元毎日オリオンズ選手兼監督ほか）
- 鶴岡一人 - （野球殿堂、元南海ホークス監督、プロ野球史上最多勝監督）
- 苅田久徳 - （野球殿堂、東京セネタース元選手）
- 島秀之助 - （野球殿堂、初代セ・リーグ審判部長）
- 野口二郎 - （野球殿堂、東京セネタース元選手）、中退
- 近藤貞雄 - （野球殿堂、元中日ドラゴンズ、横浜大洋ホエールズ、日本ハムファイターズ監督）
- 藤田信男 - （野球殿堂、法大野球部の父、法大野球部初優勝監督）
- 根本陸夫 - （野球殿堂、元西武ライオンズ、福岡ダイエーホークス監督）
- 関根潤三 - （野球殿堂、元ヤクルトスワローズ監督ほか）
- 松永怜一 - （元野球日本代表監督、元法大野球部監督、元法政一高（現：法政大高）野球部監督）
- 山本浩二 - （元広島東洋カープ監督、プロ野球名球会副会長、2013年WBC日本代表監督）
- 山中正竹 - （元 横浜ベイスターズ球団専務、1992年バルセロナオリンピック野球全日本監督、法大特命教授・元野球部監督）

#### 野球指導者、元プロ野球選手等
※元プロ野球選手の球団名は現役最終所属のものとする。
- 加藤智男 - （元 名古屋ドラゴンズ）中退
- 三富恒雄 - （元 名古屋ドラゴンズ）
- 中村信一 - （元 金星スターズ）
- 伊藤次郎 - （元 東京セネタース）
- 劉瀬章 - （元 南海軍）
- 村上一治 - （元 南海ホークス）
- 鈴木孝雄 - （元 南海ホークス）
- 納家米吉 - （元 南海軍）
- 西垣徳雄 - （元 国鉄スワローズ）
- 深沢督 - （元 国鉄スワローズ）
- 三森秀夫 - （元 読売ジャイアンツ）
- 田川豊 - （元 グレートリング）
- 森下重好 - （元 松竹ロビンス）
- 富樫淳 - （元 大阪タイガース）
- 古川啓三 - （元 大阪タイガース）
- 蘭定美男 - （元 大阪タイガース）
- 柚木進 - （元 南海ホークス）
- 渡辺敏夫 - （元 阪急軍）
- 赤根谷飛雄太郎 - （元 東映フライヤーズ）
- 田中和男 - （元 東映フライヤーズ）
- 山崎武昭 - （元 ロッテオリオンズ）
- 常見茂 - （元 東急フライヤーズ）
- 森谷良平 - （元 太陽ロビンス）
- 山本静雄 - （元 中日ドラゴンズ）
- 安藤之制 - （元ライオン軍）中退
- 芳村嵓夫 - （元 中日ドラゴンズ）
- 小前博文 - （元ゴールドスター）
- 江藤晴康 - （元 南海ホークス）
- 藤田宗一 - （元 国鉄スワローズ）
- 戸倉勝城 - （元 毎日オリオンズ）
- 佐藤平七 - （元 毎日オリオンズ）
- 田名網英二 - （元 西日本パイレーツ）
- 古谷法夫 - （元 国鉄スワローズ）
- 日下隆 - （元 近鉄パールス）
- 戸口天従 - （元 近鉄バファローズ）
- 長谷川繁雄 - （元 南海ホークス）
- 小坂佳隆 - （元 広島東洋カープ）
- 土屋雅敬 - （元 広島東洋カープ）
- 島田幸雄 - （元 大洋ホエールズ）
- 山崎正之 - （元 読売ジャイアンツ）
- 室山皓之助 - （元 阪神タイガース）
- 高木喬 - （元 近鉄バファローズ）
- 木原義隆 - （元 近鉄バファローズ）
- 龍隆行 - （元 東京オリオンズ）
- 鎌田豊 - （元 広島東洋カープ）
- 新山彰忠 - （元 南海ホークス）
- 堀井和人 - （元 南海ホークス）
- 中村之保 - （元 南海ホークス）
- 野口善男 - （元 大洋ホエールズ）
- 横山晴久 - （元 東映フライヤーズ）
- 伊達泰司 - （元 ロッテオリオンズ）
- 上林成行 - （元 近鉄バファローズ）中退
- 古賀正明 - （元 横浜大洋ホエールズ）
- 高代延博 - （元 広島東洋カープ）
- 島本啓次郎 - （元 近鉄バファローズ）
- 佐々木正行 - （元 日本ハムファイターズ）
- 武藤一邦 - （元 ロッテオリオンズ）
- 高浦美佐緒 - （元 大洋ホエールズ）
- 池田茂 - （元 大洋ホエールズ）中退
- 樫出三郎 - （元 阪神タイガース）
- 住友一哉 - （元 阪神タイガース）
- 松井達徳 - （元 阪神タイガース）
- 中根仁 - （元 横浜ベイスターズ）
- 山越吉洋 - （元 オリックス・ブルーウェーブ）
- 島田茂 - （元 千葉ロッテマリーンズ）
- 谷真一 - （元 近鉄バファローズ、叔父は元プロ野球選手の吉田義男）
- 西川佳明 - （元 阪神タイガース）
- 鈴木俊雄 - （元 千葉ロッテマリーンズ）父はOBの鈴木孝雄
- 秋村謙宏 - （元 日本ハムファイターズ、NPB審判員）
- 宮﨑一彰 - （元 西武ライオンズ、現在競輪選手）
- 福山龍太郎 - （元 福岡ダイエーホークス）
- 小早川毅彦 - （元 ヤクルトスワローズ）
- 西田真二 - （元 広島東洋カープ、セガサミー監督）
- 瀬戸輝信 - （元 広島東洋カープ）
- 川端順 - （元 広島東洋カープ）
- 岩井隆之 - （元 日本ハムファイターズ）
- 銚子利夫 - （元 広島東洋カープ）
- 矢野英司 - （元 東北楽天ゴールデンイーグルス）
- 江川卓 - （元 読売ジャイアンツ）
- 真木将樹 - （元 読売ジャイアンツ、元野球部コーチ）
- 内海五十雄 - （元 読売ジャイアンツ、元プロ野球選手の内海哲也は実孫）
- 江本孟紀 - （元 阪神タイガース、元参議院議員）
- 田淵幸一 - （元 西武ライオンズ、元福岡ダイエーホークス監督）
- 木戸克彦 - （元 阪神タイガース）
- 猪俣隆 - （元 中日ドラゴンズ）
- 金子誠一 - （元 阪神タイガース）
- 福原峰夫 - （元 オリックス・ブルーウェーブ）
- 葛西稔  - （元 阪神タイガース）
- 池田親興 - （元 ヤクルトスワローズ）
- 後藤次男 - （元 阪神タイガース）
- 秦真司 - （元 千葉ロッテマリーンズ）
- 副島孔太 - （元 オリックス・ブルーウェーブ）
- 黒田正宏 - （元 西武ライオンズ）
- 富田勝 - （元 中日ドラゴンズ）
- 榎原好 - （元 南海ホークス）
- 若井基安 - （元 福岡ダイエーホークス）
- 呉俊宏 - （元 西武ライオンズ、準硬式野球部出身）
- 山本功児 - （元 ロッテオリオンズ、元千葉ロッテマリーンズ監督）
- 袴田英利 - （元 ロッテオリオンズ）
- 山本一義 - （元 広島カープ、元ロッテオリオンズ監督）
- 下敷領悠太 - （元 千葉ロッテマリーンズ）
- 石井丈裕 - （元 日本ハムファイターズ）
- 牧野宏 - （元 阪急ブレーブス）
- 長池徳士 - （元 阪急ブレーブス）
- 新井宏昌 - （元 近鉄バファローズ）
- 松田匡司 - （元 大阪近鉄バファローズ）
- 大島公一 - （元 東北楽天ゴールデンイーグルス、現野球部助監督）
- 高田誠 - （元 オリックス・ブルーウェーブ）
- 髙村祐 - （元 東北楽天ゴールデンイーグルス）
- 諸積兼司 - （元 千葉ロッテマリーンズ）
- 伊達昌司 - （元 読売ジャイアンツ、都立高校教員・野球指導者）
- 田丸仁 - （元　法政二高監督、法政大学監督、阪神タイガーススカウト）
- 長崎慶一 - （元 阪神タイガース）
- 福本誠 - （元 横浜ベイスターズ）
- 斎田忠利 - （元 近鉄パールス、パ・リーグ審判部長）
- 植松精一 - （元 阪神タイガース）
- 円城寺満 - （元プロ野球審判員）
- 岡本道雄 - （元高知高野球部監督、育成功労賞受賞）
- 加藤光教 - （元 中日ドラゴンズ育成選手）
- 金光興二 - （元 法政大学野球部監督、教授）
- 北原光広 - （元 神港学園高野球部監督、現流通科学大学監督）
- 倉信雄 - （元 東京巨人軍）
- 河野友軌 - （元 横浜ベイスターズ）
- 田中聡 - （元 阪神タイガース）
- 土屋恵三郎 - （元 桐蔭学園高野球部監督、現星槎国際湘南監督）
- 土居龍太郎 - （元 千葉ロッテマリーンズ）
- 中西弘明 - （元 日本ハムファイターズ）
- 新里賢 - （元 千葉ロッテマリーンズ）
- 西川明 - （元 中日ドラゴンズ）
- 樋口正蔵 - （元 南海ホークス）
- 普久原淳一 - （元 中日ドラゴンズ）
- 北川利之 - （元 横浜ベイスターズ）
- 田中彰 - （元 広島東洋カープ）
- 阿部真宏 - （元 埼玉西武ライオンズ）
- 松下繁二 - （元 阪神タイガース）
- 浅井良　-　（元 阪神タイガース）
- 小松剛　-　（元 広島東洋カープ）
- 武内久士 - （元 広島東洋カープ）
- 加賀美希昇 - （元横浜DeNAベイスターズ、JR西日本選手）
- 二神一人 - （元 阪神タイガース）
- 安藤優也 - （元 阪神タイガース、現コーチ）
- 廣瀬純 - （元 広島東洋カープ、現コーチ）
- 山本泰 - （元 野球部監督、元シアトル・マリナーズ日本駐在スカウト、父は鶴岡一人）
- 若生正広 - （元 東北高野球部監督）
- 田中富生 - （元 中日ドラゴンズ）
- 稲葉篤紀 - （元 北海道日本ハムファイターズ選手、北京オリンピック野球日本代表、2009年WBC日本代表、2020年東京オリンピック野球代表監督）
- 佐藤隆彦 - （登録名はG.G.佐藤、元 千葉ロッテマリーンズ、北京オリンピック野球日本代表）
- 後藤武敏 - （元 横浜DeNAベイスターズ選手、現 東北楽天ゴールデンイーグルスコーチ）
- 大引啓次 - （元 東京ヤクルトスワローズ）
- 山本翔也 - （元 阪神タイガース）
- 服部力 - （元 近鉄パールス）
- 青山正克 - （愛知産業大学野球部監督）
- 居郷肇 - （元 プリンスホテル野球部、埼玉西武ライオンズ球団代表取締役）
- 藤田省三 - （元 法政大学野球部監督、日大三中監督、近鉄パールス初代監督）
- 藤村哲也 - （元 本田技研鈴鹿監督、藤村富美男の長男）
- 藤村雅美 - （元 育英高野球部監督、藤村富美男の次男)
- 開田博勝 - （元 三菱重工長崎野球部監督)
- 荒井致徳 - （元 中央学院高野球部監督)
- 大須賀康浩 - （福井工大福井高野球部監督）
- 深谷篤 - （元 三菱自動車岡崎野球部、プロ野球審判員）
- 桑原秀範 - （元 広島商業高、堀越高、穎明館高野球部監督）
- 橋本武徳 - （前天理高野球部監督）
- 鴨田勝雄 - （元 法政大学野球部監督、元新居浜商野球部監督）
- 鈴木秀範 - （元 新日鐵住金かずさマジック監督）
- 田中善則 - （元 シダックス野球部監督、昭和第一学園高野球部監督）
- 池田信夫 - （元 拓大一高野球部監督）
- 萩原康 - （桐蔭横浜大学硬式野球部助監督）
- 斉藤一之 - （元 銚子商業高野球部監督）
- 森脇稔 - （鳴門高野球部監督）
- 神長英一 - （元 日本通運硬式野球部監督、元法大野球部監督）
- 青木久典 - （元 富士大学硬式野球部監督、元法大野球部監督）
- 小坂将商 - （智弁学園高野球部監督）
- 松坂恭平 - （元 四国・独立リーグ選手、兄はプロ野球選手の松坂大輔）
- 岩下健吾 ｰ （プロ野球審判員）
- 大里晴信 ｰ（元 プロ野球審判員）
- 五十嵐洋一 ｰ （元 プロ野球審判員）

#### サッカー
※下記以外の人物については『法政大学体育会サッカー部#出身者』等参照
- 西川潤之 - （元日本代表）
- 近江友介 - （元日本代表）
- 上田忠彦 - （元日本代表）
- 清雲栄純 - （元日本代表）
- 平田生雄 - （元永大産業）
- 斉藤和夫 - （元日本代表）
- 横谷政樹 - （元日本代表）
- 前田秀樹 - （元日本代表）
- 永尾昇 - （元三菱重工）
- 清水秀彦 - （元日産自動車、元ベガルタ仙台監督）
- 中村一義 - （元日本代表）
- 坪田和美 - （元日本代表）
- 勝俣進 - 元（富士吉田市市議会議員、元ヴァンフォーレ甲府監督）
- 楚輪博 - （元日本代表）
- 菅又哲男 - （元日本代表）
- 保坂不二夫 - （元東芝、JFAインストラクター）
- 川勝良一 - （元日本代表）
- 吉田弘 - （元日本代表）
- 加藤正明 - （元日本代表）
- 水沼貴史 - （元日本代表）
- 中野雄二 - （流通経済大学サッカー部監督）
- 沢入重雄 - （元名古屋グランパスエイト監督）
- 佐野達 - （元日本代表）
- 久保山雅彦 - （元フジタ、福岡経済大学サッカー部監督）
- 藤川久孝 - （元市原、愛知東邦大学サッカー部監督）
- 大塚一朗 - （富山第一高校監督）
- 楠瀬直木 - （元FC町田ゼルビア監督）
- 古賀正人 - （元横浜F・マリノス）
- 伊藤哲也 - （元サンフレッチェ広島）
- 赤池保幸 - （北海道コンサドーレ札幌GKコーチ）
- 柳沢将之 - （元横浜FC）
- 長山一也 - （元カターレ富山、法政大学監督）
- 秋本倫孝 - （元カターレ富山）
- 稲垣博行 - （元セレッソ大阪）
- 田森大己 - （FC岐阜）
- 本田拓也 - （元日本代表、モンテディオ山形）
- 渡邉三城 - （Y.S.C.C.横浜）
- 谷田悠介 - （元カターレ富山）
- 井上平 - （SC相模原）
- 吉田正樹 - （東京23FC）
- 菊岡拓朗 - （SC相模原）
- 阿部拓馬 - （FC琉球）
- 向慎一 - （奈良クラブ）
- 土岐田洸平 - （FC町田ゼルビア）
- 福田俊介 - （ギラヴァンツ北九州）
- 市川雅彦 - （元大宮アルディージャ）
- 雑賀友洋 - （元FC町田ゼルビア）
- 鈴木孝司 - （FC町田ゼルビア）
- 江崎一仁 - （ブラウブリッツ秋田）
- 山本孝平 - （元東京23FC）
- 稲葉久人 - （元栃木ウーヴァFC）
- 中村元 - （MIOびわこ滋賀）
- 辻正男 - （Y.S.C.C.横浜）
- 平智広 - （東京ヴェルディ）
- 真野亮二 - （藤枝MYFC）
- 友澤剛気 - （Y.S.C.C.横浜）
- 浅田大樹 - （藤枝MYFC）
- 松本大輝 - （V・ファーレン長崎）
- 森保翔平 - （カマタマーレ讃岐）
- 富井英司 - （藤枝MYFC）
- 宗近慧 - （Y.S.C.C.横浜）
- 星雄次 - （大分トリニータ）
- 相馬将夏 - （ブリオベッカ浦安）
- 三田尚希 - （AC長野パルセイロ）
- 山口廉史 - （ラオ・トヨタFC）ラオス
- 富澤雅也 - （V・ファーレン長崎）
- 田代雅也 - （栃木SC）
- 青島拓馬 - （ブラウブリッツ秋田）
- 西室隆規 - （カターレ富山）
- 白石智之 - （ザスパクサツ群馬）
- 山田将之 - （ツエーゲン金沢）
- 永戸勝也 - （鹿島アントラーズ）
- 武藤友樹 - （松本山雅FC）
- 長倉颯 - （FC岐阜）
- ディサロ燦シルヴァーノ - （ギラヴァンツ北九州）
- 吉田舜 - （大分トリニータ）
- 黒﨑隼人 - （栃木SC）
- 紺野和也 - （FC東京）
- 森俊貴 - （栃木SC）
- 松澤彰 - （カターレ富山）
- 末木裕也 - （カターレ富山）
- 上田綺世 - （日本代表、サークル・ブルッヘ）
- 城和隼颯 - （ザスパクサツ群馬）
- 関口正大 - （ヴァンフォーレ甲府）
- 高木友也 - （ファジアーノ岡山）
- 中野小次郎 - （ツエーゲン金沢）
- 長谷川元希 - （ヴァンフォーレ甲府）
- 平山駿 - （ギラヴァンツ北九州）
- 宮部大己 - （松本山雅FC）
- 森岡陸 - （ジュビロ磐田）
- 飯島陸 - （ヴァンフォーレ甲府れ
- 佐藤大樹 - （Y.S.C.C.横浜）
- 田中和樹 - （ジェフユナイテッド千葉）
- 田部井涼 - （ファジアーノ岡山）
- 中井崇仁 - （ヴェルスパ大分）
- 松井蓮之 - （FC町田ゼルビア）
- 蓑田広大 - （ヴァンラーレ八戸）
- 宮本優 - （高知ユナイテッドSC）
- 安光将作 - （カターレ富山）
- 近藤壱成 - （ザスパクサツ群馬）
- 白井陽貴 - （V・ファーレン長崎）
- 高嶋修也 - （栃木SC）
- 萩野滉大 - （FC岐阜）
- 堀江貴文 - （アトレチコ鈴鹿クラブ）
- 若林龍 - （SC相模原）
- 久保征一郎 - （水戸ホーリーホック）
- 髙橋馨希 - （カターレ富山）

##### 女子サッカー
- 豊田奈夕葉 - （元日テレ・ベレーザ、元女子日本代表、ラオス女子代表監督）
- 小林里歌子 - （元日テレ・ベレーザ、元女子日本代表）
- 宮澤ひなた - （女子日本代表、マンチェスター・ユナイテッドWFC）
- 藤野あおば - （女子日本代表、マンチェスター・シティWFC、在学中）

#### ラグビー
- 鈴木秀丸 -  （元法大ラグビー部主将、元ラグビー日本代表、第一回大学選手権優勝監督）
- 梅木恒明 -  （元目黒高校「現目黒学院高等学校」ラグビー部監督、全国大会花園通算5回優勝）
- 尾崎真義 - （CTB、元ラグビー日本代表主将、元トヨタ自動車ラグビー部監督）
- 伊藤忠幸 - （WTB、元リコー所属、元ラグビー日本代表）
- 鎌田勝美 - （LO、元近鉄所属、元ラグビー日本代表）
- 石田元成 - （FL、元ラグビー日本代表）
- 大久保吉則 - （SH、元近鉄所属、元近鉄監督、元ラグビー日本代表）
- 桂口力 - （SO、オールブラックス・ジュニアを破った時の司令塔、元ラグビー日本代表）
- 水谷眞 - （ジャパンラグビートップリーグコミッショナー、関東協会会長、元ラグビー日本代表）
- 武村秀夫 - （FB、法大ラグビー部元監督、日本協会大学部門長、法大生命科学部教授）
- 島崎文治 - （CTB、元東洋工業所属、元ラグビー日本代表）
- 井口雅勝 - （SO、元栗田工業所属、元ラグビー日本代表）
- 駒井孝行 - （FL、元ヤクルトラグビー部主将で監督も歴任、現在法政大学ラグビー部監督 / 花園高出身）
- 三谷典正 - （法大時代はCTB、競輪選手、元U23ラグビー日本代表）
- 笠井建志 - （PR、東芝ブレイブルーパス所属、元ラグビー日本代表 / 本郷高出身）
- 池谷陽輔 - （PR、サントリーサンゴリアス所属、ラグビー日本代表 / 崇徳高出身）
- 麻田一平 - （SH、2002年度主将、高校日本代表、U19日本代表、トヨタ自動車所属、元トヨタ主将 / 大工大高出身）
- 坂本和城 - （SO、高校日本代表、ラグビー日本代表候補、近鉄ライナーズ所属 / 大工大高出身）
- 山口貴豊 - （FL、元クボタスピアーズ主将、元ラグビー日本代表 / 宮古高校出身）
- 金澤良 - （CTB、リコーブラックラムズ所属、ラグビー日本代表 / 大工大高出身）
- 中村嘉宏 - （PR、九電主将、九州電力キューデンヴォルテクス所属 / 明善高校出身）
- 磯岡正明 - （No.8、U19日本代表、NECグリーンロケッツ所属 / 東福岡高出身）
- 玄成哲 - （LO、高校日本代表、NECグリーンロケッツ所属 / 大工大高出身）
- 山本秀文 - （WTB、高校日本代表、7人制ラグビー男子日本代表、NECグリーンロケッツ所属 / 東福岡高出身）
- 山内雅延 - （PR、高校日本代表、U19・U23日本代表、神戸製鋼コベルコスティーラーズ所属 / 東京高校出身）
- 野村直矢 - （SO・CTB、2005年度主将、U23日本代表、元日本代表候補、サントリーサンゴリアス所属 / 埼工大深谷高出身）
- 篠塚公史 - （LO、7人制ラグビー男子日本代表、サントリーサンゴリアス所属、ラグビー日本代表 / 埼工大深谷高出身）
- 小笠原仁 - （WTB、高校日本代表、神戸製鋼コベルコスティーラーズ所属 / 啓光学園高出身）
- 成田秀悦 - （SH・WTB、7人制ラグビー男子日本代表、サントリーサンゴリアス所属 / 秋田工業高校出身）
- 城戸雄生 - （FB・WTB、トヨタ自動車所属 / 報徳学園高出身）
- 岸和田玲央 - （FL、高校日本代表、U19ラグビー日本代表、サントリーサンゴリアス所属 / 御所工業高等学校出身）
- 浅原拓真 - （PR、ラグビー日本代表、東芝ブレイブルーパス所属 / 甲府工業高校出身）
- 山根有人 - （LO・No.8、7人制ラグビー男子日本代表、ホンダヒート所属 / 札幌山の手高等学校出身）
- 日和佐篤 - （SH、2011年トップリーグ新人賞受賞、ラグビー日本代表、サントリーサンゴリアス所属 / 報徳学園高出身）
- 文字隆也 - （SO、2009年度主将、高校日本代表、トヨタ自動車ヴェルブリッツ所属 / 伏見工高出身）
- 宮本賢二 - （CTB、U19日本代表、サントリーサンゴリアス所属 / 東福岡高出身）
- 伊藤剛臣 - （元ラグビー日本代表、神戸製鋼コベルコスティーラーズ所属）
- 坂田正彰 - （元ラグビー日本代表、サントリーサンゴリアス所属）
- 苑田右二 -  (元ラグビー日本代表、現神戸製鋼ヘッドコーチ、神戸製鋼コベルコスティーラーズ所属）
- 森田恭平 - （元ラグビー日本代表、神戸製鋼コベルコスティーラーズ所属）
- 大久保直弥 - （元ラグビー日本代表、元サントリーサンゴリアス監督、サントリーサンゴリアス所属）
- 浅野良太 - （元ラグビー日本代表、NECグリーンロケッツ所属）
- 熊谷皇紀 - （元ラグビー日本代表、NECグリーンロケッツ所属）
- 佐藤幹夫 - （ラグビー日本A代表、近鉄ライナーズ所属）
- 遠藤幸佑 - （元ラグビー日本代表、トヨタ自動車ヴェルブリッツ所属）
- 大隈隆明 - （大学時代主将、元近鉄ライナーズ主将）
- 和田耕二 - （7人制ラグビー男子日本代表、ラグビー日本代表、トヨタ自動車ヴェルブリッツ所属 / 東福岡高出身）
- 友井川拓 -  (7人制ラグビー男子日本代表、NTTコミュニケーションズシャイニングアークス所属 / 法政二高出身）
- 岡崎英二 - （FL・No.8、釜石シーウェイブスRFC所属 / 明大中野八王子高出身）
- 高野裕平 - （CTB、釜石シーウェイブスRFC所属 / 法政二高出身）
- 水本裕也 - （PR、釜石シーウェイブスRFC所属 / 東福岡高出身）
- 竹下祥平 - （WTB・FB、2011年度主将、U20日本代表、7人制日本代表、サントリーサンゴリアス所属 / 東福岡高出身）
- 西内勇人 - （FL・No.8、2014年度主将、U20日本代表主将、ヤマハ発動機所属 / 東福岡高出身）
- 桜庭吉彦 - （元ラグビー日本代表、法政大学通信課程卒業、現在釜石シーウェイブスチームアドバイザー）
- 根塚洸雅 - （CTB・FB、2020年度主将、高校日本代表・U20日本代表、ラグビー日本代表、クボタスピアーズ所属 / 東海大仰星高出身)
- 大澤蓮 - （LO・FL、2021年度主将、NECグリーンロケッツ東葛所属 / 長崎南山高出身)
- 石岡玲英 - （WTB・FB、2023年度主将、高校日本代表、東芝ブレイブルーパス東京所属 / 御所実業高出身)

#### アメリカンフットボール
- 保科進 - （創部に貢献し、初代監督兼プレーヤーとして活躍、法政大学監督を計20年務めた。日本アメリカンフットボールの殿堂顕彰者[1]）
- 安田秀一 - （OL、法政二高出身、1991年度主将、大学全日本選抜主将、三菱商事を経てアンダーアーマー日本総代理店株式会社ドーム設立、現在同社取締役会長 兼 代表取締役CEO、2016年法政大学監督、2017年-法政大学オレンジ総監督、2017年-筑波大学客員教授[2]）
- 白木周作 - （RB、2000年度クラッシュボウルMVP・2000年度甲子園ボウルMVP、元オービック所属）
- 丸田泰裕 - （RB、2005・2006年2年連続チャック・ミルズ杯受賞、2010年GJB日本代表、鹿島所属）
- 菅原俊 - （QB、史上初の3年連続ポール・ラッシュ杯受賞者、オービックシーガルズ所属）
- 徳田浩至 - （DL、大阪学芸高出身、2009年度主将、2009年度オール関東[3]、アンダーアーマーカレッジボウル2010川崎　敢闘賞受賞[4]、ブリリアン/with B コージとしてタレント活動（2016年 - ）　ワタナベエンターテインメント所属）[5]
- 原卓門 - （RB、2008年関東リーグ戦MVP、2012年ジャパンXボウルMVP、オービックシーガルズ所属）
- 栗原嵩 - （WR、駒場学園高出身、U19日本代表、2009年関東リーグ戦MVP、IBMビッグブルー所属、2016年-法政大学オレンジWRコーチ）

※上記以外の選手については「法政大学トマホークスに在籍した主な選手」参照

#### 陸上競技
- 不破弘樹 - （元100m日本記録保持者）
- 斎藤嘉彦 - （元400mハードルオリンピック選手）
- 成田道彦 - （元陸上競技選手、元法政大学陸上部監督）
- 為末大 - （ハードル選手、世界陸上エドモントン大会・ヘルシンキ大会銅メダリスト）
- 内藤真人 - （ハードル選手、専門110mハードル）
- 坪田智夫 - （長距離走選手、世界陸上パリ大会男子10000m日本代表、法政大学陸上部監督）
- 磯松大輔 - （長距離走選手、大学時代はエースでキャプテン）
- 徳本一善 - （長距離走選手、駿河台大学陸上部監督）
- 金丸祐三 - （陸上選手、専門400m）
- 川畑伸吾 - （陸上選手、専門100m）
- 剣持哲志 - （陸上選手）
- 杉本龍勇 - （1992年バルセロナオリンピック100m、4×100mリレー代表）
- 中林将浩 - （陸上選手、専門は円盤投）
- 井上敏明 - （三段跳び選手、元日本記録保持者、ミュンヘン・モントリオールオリンピック代表）
- 岸本鷹幸 - （専門は400mハードル、2012年ロンドンオリンピック日本代表）
- 矢澤航 - （専門は110mハードル、2016年リオデジャネイロオリンピック日本代表）
- 大瀬戸一馬 - （陸上選手、専門100m）
- 長田拓也 - （陸上選手、専門100m、2015年北京世界選手権男子4×100mリレーの日本代表）
- 小島義雄 - （元ハンマー投日本記録保持者、元砲丸投日本記録保持者、ヘルシンキオリンピック代表）
- 山田壮太郎 - （男子砲丸投選手、日本記録保持者）
- 金井大旺 - （110mハードル日本記録保持者）
- 西池和人 - （長距離走選手）
- 坂東悠汰 - （長距離走選手、2020年東京オリンピック日本代表）
- 岡原仁志
- 青木涼真 - （長距離走選手、2020年東京オリンピック日本代表）
- 佐藤敏也
- 黒川和樹 - （専門は400mハードル、2020年東京オリンピック日本代表）
- 田辺優典
- 鎌田航生
- 清家陸
- 内田隼太
- 川上有生
- 中園慎太郎
- 河田太一平
- 宗像直輝
- 小泉樹
- 武田和馬
- 宮岡幸大
- 大島史也
- 花岡慶次
- 行天陽虹
- 野田晶斗

#### バレーボール
- 米田一典 - （元全日本女子監督）
- 葛和伸元 - （元全日本女子監督）
- 濱口純一 - （トヨタ自動車ビーチバレーボール部GM兼監督）
- 樋口時彦 - （元全日本代表）
- 岩島章博 - （元全日本代表）
- 熊田康則 - （元全日本代表）
- 菅野幸一郎 - （東レアローズ滋賀GM）
- 栗原圭介 - （元全日本代表、サントリーサンバーズ大阪GM）
- 米山一朋 - （元全日本代表主将、元嘉悦大学バレーボール部監督）
- 蔭山弘道 - （元全日本代表）
- 青山繁 - （元全日本代表、中京大学男子バレーボール部監督）
- 南克幸 - （元全日本代表）
- 朝日健太郎 - （元バレーボール選手、ビーチバレー選手、元全日本代表）
- 大竹秀之 - （元全日本代表、全日本代表コーチ）
- 清水雅之
- 鈴木寛史 - （元全日本代表）
- 脇戸新之助 - （元全日本代表）
- 大角竜敏
- 古田史郎 - （元日本代表）
- 神林正文
- 諸隈直樹 - （元全日本監督代行）
- 畑耕一
- 鈴木孝政
- 大庭健裕
- 桑田鎮典
- 前村直樹
- 角田辰徳
- 中西了将 - （元NECレッドロケッツ川崎GM）
- 福島政則 - （元全日本代表）
- 久保田雅人 - （フラーゴラッド鹿児島）
- 木村築
- 西田寛基
- 岡本祥吾
- 高橋慶帆 - （在学中、男子日本代表）

#### バスケットボール
- 鈴木貴美一 - （シーホース三河前ヘッドコーチ）
- 南山真 - （元いすゞ自動車ギガキャッツ）
- 板倉令奈
- 小川伸也
- 澤岻直人
- 町田洋介
- 末廣潤
- 信平優希
- 根間洋一
- 山田謙治
- 高久順
- 野尻晴一
- 落合知也 - プロバスケットボール選手（しながわシティ所属）
- 鈴木悠介 - プロバスケットボール選手（レバンガ北海道所属）

#### 重量挙
- 木暮茂夫 - （1960年ローマオリンピック第4位）
- 三宅義信 - （1964年東京五輪、1968年メキシコシティ五輪ウエイトリフティングフェザー級金メダリスト）
- 三宅義行 - （1968年メキシコシティ五輪ウエイトリフティングフェザー級銅メダリスト）
- 三宅宏実 - （アテネオリンピック重量挙げ48キロ級代表、女子48kg級および53kg級の日本記録保持者。ロンドンオリンピック48kg級銀メダリスト）
- 一ノ関史郎 - （1964年東京オリンピック銅メダリスト）
- 大内仁 - （1964年東京オリンピック銅メダリスト）

#### 武道・格闘技
- 大西靖人 - （極真空手家、極真会館主催第15回全日本空手道選手権大会チャンピオン）
- 田原敬三 - （空手家、日本空手道・徹武館（広島）館長）
- 吉田嘉久 - （レスリング選手、世界チャンピオン）
- ジョー樋口 - （元プロレス選手）
- カイリ・セイン - （女子プロレスラー）
- 石川英司 - （中退・総合格闘技選手）
- 八隅孝平 - （総合格闘家）
- 大岩陵平 - （プロレスラー）

##### 大相撲
- 琴裕将由拡 - （中退・元大相撲力士、若者頭）
- 栃翼祐一 - （元大相撲力士）
- 日馬富士公平 - （大相撲 第70代横綱、大学院中退）

##### ボクシング
- レパード玉熊 - （第一経営学科中退・プロボクサー、元東日本新人王、元全日本ライトフライ級新人王、第一回A級賞金トーナメント優勝、元A級トーナメントフライ級優勝、元日本フライ級チャンオピオン、元WBA世界フライ級チャンピオン、青森県青森市民栄誉賞受賞、東京都荒川区区民栄誉賞受賞、現レパード玉熊ボクシングジム会長）
- 高橋美徳 - （元プロボクサー、元国際ボクシングスポーツジム会長）
- 細野悟 - （中退・プロボクサー、現OPBF東洋太平洋フェザー級チャンピオン）
- 長嶋建吾 - （中退・プロボクサー）
- 稲田千賢 - （中退・プロボクサー）
- クレイジー・キム - （プロボクサー）
- 外塚重喜 - (プロボクサー)
- 辻昌建 - （プロボクサー）
- 木村悠 - （プロボクサー）
- 丸亀光 - （プロボクサー）
- 大平剛 - （プロボクサー、日本ミニマム級王者）
- 井上岳志 - （プロボクサー）
- 高山涼深 - （プロボクサー）
- 尾崎優日 - （中退・プロボクサー）
- 後藤あゆみ - （女子プロボクサー、元モデル）
- 齊田竜也 - （アマチュアボクサー）
- 橋岡俊平 - （アマチュアボクサー、1936年ベルリンオリンピックバンタム級日本代表）
- 土橋茂之 - （アマチュアボクサー、1992年バルセロナオリンピックライト級日本代表）
- 中尾明 - （アマチュアボクサー、ロサンゼルスオリンピックバンタム級日本代表）
- 佐藤正男 - （キックボクサー、日本キックボクシング連盟第3代日本ライト級王者）

#### 水泳
- 香山進介 - （水泳選手、1976年モントリオールオリンピック・1980年モスクワオリンピック代表）
- 内田翔 - （水泳選手、2008年北京オリンピック代表、人間環境学部卒）
- 末永雄太 - （水泳選手、北京オリンピック代表）
- 滋野文夫 - （元水泳選手、前橋市水泳協会会長）
- 星田悠 - （水泳選手）
- 中野高 - （水泳選手、北京オリンピック代表）
- 小坂悠真 - （水泳選手）
- 金田和也 - （水泳選手、ロンドンオリンピック代表）
- 青木智美 - （水泳選手、2016年リオデジャネイロオリンピック代表）
- 三井愛梨 - （水泳選手、2023年世界水泳選手権代表）

#### 自転車競技
- 長義和 - （元トラックレース選手。1972年ミュンヘンオリンピック、1976年モントリオールオリンピック出場）
- 江原政光 - （1992年バルセロナオリンピック出場）
- 野寺秀徳 - （元ロードレース選手、05年・08年日本チャンピオン）
- 土井雪広 - （ロードレース選手）
- 一丸尚伍 - ロードレース & トラックレース
- 新村穣 - ロードレース & トラックレース
- 早川朋宏 - （ロードレース選手）

##### 競輪選手
- 加藤一 - （引退後、画家となる）
- 高貫亘弘 - （1960年ローマオリンピック出場）
- 佐藤勝彦 - （1964年東京オリンピック出場）
- 山藤浩三 - （1964年東京オリンピック出場）
- 伊藤富士夫 - （1964年東京オリンピック出場）
- 加藤武久 - （1964年東京オリンピック出場）
- 井上三次 - （1968年メキシコシティーオリンピック出場。1968年世界自転車選手権3位（同大会日本人最初のメダリスト））
- 井上茂徳 - （中退。1987年世界自転車選手権3位)
- 三谷典正 - （在学時はラグビー部に所属。元ラグビーU23日本代表）
- 三谷幸宏 - （在学時はスピードスケート選手。1988年カルガリーオリンピック出場。1987年世界スプリント選手権総合3位）
- 齋藤登志信 - （1990年世界自転車選手権2位）
- 宮﨑一彰 - （元プロ野球選手）
- 杉本正隆 - （在学時はアイスホッケー選手、同競技U20日本代表選手）
- 藤原亜衣里 - （女子競輪選手）
- 中井勇介 - （元アメリカンフットボール日本代表選手）
- 井上玲美 - （女子競輪選手）

#### ウインタースポーツ

##### フィギュアスケート
- 樋口豊 - （元フィギュアスケート選手、解説者）
- 大西勝敬 - （元フィギュアスケート選手、日本フィギュアスケーティングインストラクター協会副理事長）
- 本田武史 - （元フィギュアスケート選手、世界選手権銅メダリスト、四大陸選手権優勝、通信教育課程中退）
- 小林宏一 - （元フィギュアスケート選手、ジャニーズ事務所所属）
- 佐藤有香 - （元フィギュアスケート選手、世界選手権優勝、解説者）
- 澤山璃奈 - （元フィギュアスケート選手（アイスダンス）、ファッションモデル）
- 太田由希奈 - （元フィギュアスケート選手、2004年四大陸選手権優勝。2003年世界ジュニア選手権優勝、通信教育課程中退）
- 水谷太洋 - （元フィギュアスケート選手（アイスダンス）、中退）
- 竹内洋輔 - （元フィギュアスケート選手、オリンピック出場）
- 佐藤操 - （元フィギュアスケート選手、フィギュアスケート振付師）
- 小松原美里 - （フィギュアスケート選手（アイスダンス）、通信教育課程中退）
- 吉岡希 - （フィギュアスケート選手）
- 渡辺倫果 - （フィギュアスケート選手）

##### スキー
- 三星マナミ - （スキー選手）
- 西方千春 - （元スキージャンプ選手、指導者）
- 松本勲人 - （元アルペンスキー選手）

##### スノーボード
- 岩渕麗楽 - （プロスノーボーダー、スロープスタイル、ビッグエア、平昌・北京オリンピック出場）

##### アイスホッケー
- 奥住恒二 - （日本アイスホッケー連盟会長）
- 菊地尚哉 - （西武鉄道アイスホッケー部、元日本代表）
- 荻野順二 - （王子イーグルス所属）
- 井上光明 - （High1アイスホッケーチーム所属）
- 衣笠伸正 - （アイスホッケー選手、2003年冬季ユニバーシアード日本代表）
- 鈴木世奈 - （女子アイスホッケー選手）
- 床亜矢可 - （アイスホッケー選手、日本代表）

#### その他のスポーツ
- 中野文照 - （テニス選手）
- 松本武雄 - （テニス選手）
- 松浦進二 - （バドミントン選手、現在敬和学園大学バドミントン部監督）
- 松野修二 - （バドミントン選手、現在NTT東日本バドミントン部監督）
- 高橋晴邦 - （元レーシングドライバー）
- 井原慶子 - （レーシングドライバー）
- 岡村隆 - （探検家、作家）
- 鈴木紀夫 - （冒険家）
- 江見健二朗 - （スポーツカイト1998年フランス世界大会ワールドチャンピオン）
- 鎌田奈緒子 - （セーリング選手、北京五輪代表）
- 國米創 - （プロセーリング選手）
- 小川聡 - （フェンシング選手、北京五輪代表）
- 西田祥吾 - （フェンシング選手、北京五輪代表）
- 吉田健人 - （フェンシング選手）
- 見延和靖 - （フェンシング選手）
- 敷根崇裕 - （フェンシング選手）
- 水巻善典 - （プロゴルファー）
- 井上信 - （プロゴルファー）
- 星野豪史 - （プロゴルファー）
- 北沢欣浩 - （元スピードスケート選手、1984年サラエボオリンピック銀メダリスト、日本スケート史上初のメダリスト）
- 長岡俊輔 - （フィールドホッケー選手）
- 福田敏昭 - （フィールドホッケー選手）
- 高尾和行 - （ビーチバレー選手、『ミスタービーチバレー』の異名を持つ、ビーチバレー界の草分け的存在）
- 坂井宏朱 - （オートレース選手、44年ぶりの女子オートレーサー）
- 一ノ渡桜 - （ライフル射撃競技選手）
- 豊田想 - （スポールブール選手、全4種目日本記録保持者）
- 高橋侑子 - （トライアスロン選手）

### その他の出身者
- 森西栄一 - （1964年東京オリンピック組織委員会の職員）
- 中島洋 - （太平洋学会専務理事）
- 大坪力基 - （行政書士、M&Aアドバイザリー会社代表）
- 浅井直湖 - （日本で最初のチアリーダー）
- 門脇尚平 - （占い師）
- 浅井裕介 - （最高位戦日本プロ麻雀協会所属プロ雀士、中退）
- しみけん - （AV男優、中退）
- 小田切ジュン - （AV男優）
- 畠山千春 - （猟師）
- cis - (個人投資家)
- KUN - （YouTuber、動画配信者）
- 五彩緋夏 - (YouTuber、美容クリエイター、中退)

### 架空の人物
- 神田総一朗 - （踊る大捜査線の登場人物、警視庁湾岸警察署署長）